# Путін — хуйло!
«Путін — хуйло!» — приспівка, яку вигадали в стосунку до президента Росії Володимира Путіна й уперше виконали вболівальники футбольного клубу «Металіст» у Харкові 30 березня 2014 року на спільному марші з фанами «Шахтаря». Унаслідок російсько-української війни широко розповсюдилася, отримавши низку обробок і варіацій і стала інтернет-мемом. Вислів набув популярності серед противників політики Володимира Путіна як в Україні, так і за її межами, в тому числі серед російських опозиціонерів. «Всенародний культурний мем» отримав величезний резонанс у міжнародній пресі й став широко використовуватися не тільки вітчизняними, а й численними закордонними виконавцями, особливо в акціях протесту. «Пісня про Путіна» згодом поширилась у всіх сферах людського життя: у політиці, релігії, спорті, інформаційній сфері, медіа та народній творчості. Серед філологів мем розглядається як сленговий неологізм і обсценізм в українській мові, який має походження з російського мату.
Один з авторів: фанат «Металіста» Сергій Величко (позивний «Чилі»).

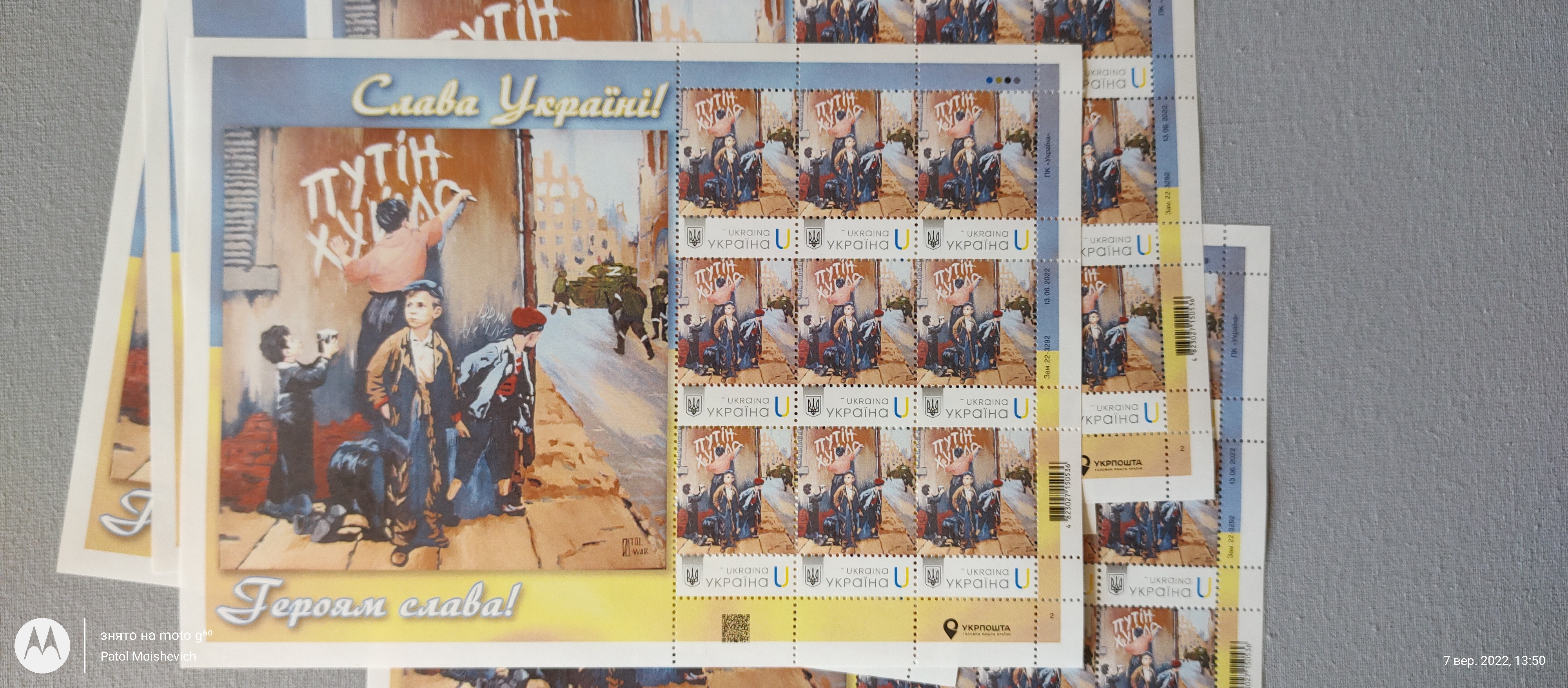
Марка поштова

## Слова
|  | Пу-тін хуй-ло ла-ла-ла-ла-ла-ла-ла-ла |

Приспівку співають переважно а капела й уживають багаторазові повтори основного тексту з переспівками «ла-ла-ла-ла», інколи «ло-ло-ло-ло» — для рими зі словом «хуйло». Японці виспівують «ра-ра-ра», адже в японській мові відсутній звук «л».
Громадяни Росії часто співають пісню без згадки імені їхнього президента. За словами правозахисника Романа Толмачова, «для них це серйозна небезпека опинитися в суді, програти його, позбутися майна і перетворитися зі звичайної людини в постійного боржника».
Стосовно переспівок «ла-ла-ла», Олександр Мотиль, професор політології з Рутгерського університету (США), висловився так:
|  | Якщо ви бажаєте висловити свої погляди стосовно Путіна, все, що вам потрібно зробити, — це сказати "ла-ла-ла-ла-ла-ла", і все буде абсолютно зрозуміло. |

Також ритмічний малюнок цієї «класичної» мелодії використовують інші виконавці. Наприклад, репер «Бак» (Володимир Єлізаров), учасник шоу «Х-фактор» сезону 2013 року, написав пісню про «царя Путіна», в якій текст приспіву повторює ритмічний малюнок мелодії «Путін — хуйло».

## Музика
| | \| Простота і геніальність нашої нової національної ідеї виражається не тільки в словах, що звучать однаково на двох мовах, якими ми всі вільно володіємо, і які однаково сильно переконують хоч карпатського вуйка, хоч донецького металурга. Є ще й мелодія, під яку можна хоч стояти, хоч стрибати, хоч танцювати, хоч марширувати, хоч йти в атаку[15]. \| |
| Простота і геніальність нашої нової національної ідеї виражається не тільки в словах, що звучать однаково на двох мовах, якими ми всі вільно володіємо, і які однаково сильно переконують хоч карпатського вуйка, хоч донецького металурга. Є ще й мелодія, під яку можна хоч стояти, хоч стрибати, хоч танцювати, хоч марширувати, хоч йти в атаку. | |

14 червня 2014 року в інтерв'ю на радіостанції «Ехо Москви» з російським музичним критиком Артемієм Троїцьким останнім була висунута гіпотеза, що мелодія пісні «Путін — хуйло» була взята з гука пісні американського співака і композитора Дейвіда Гесса «Speedy Gonzales» (1961), «жалібного плачу молодої мексиканської дівчини», знаного у виконанні його співвітчизниці — співачки Робін Ворд («Speedy Gonzales», 1962). Пізніше цей гук фактично використали Елтон Джон і Берні Топін у шляґері «Крокодиловий Рок» (1972).
|  | Ла ла лаааааааааа, ла ла ла ла ла ла ла лаааааааааа, ла ла ла ла ла ла ла лаааааааааа, ла ла ла ла ла ла ла лааааааааааа. |

В Україні цей гук також використовувався у творчості відомого харківського гурту «5'nizza».
В YouTube з'явилися відеоуроки навчання грі на музичних інструментах цієї популярної пісні.

## Історія

### Фанатська кричалка
Як стверджує Максим «Ковбой», лідер угруповання харківських футбольних фанів «Free Land Ultras», текст пісні — це Римейк старої приспівки уболівальників «Металіста» про екс-президента ФФУ Григорія Суркіса: 
|  | Це — стара кричалка харківського «Металіста» часів ворожнечі Суркіса з Ярославським (президентом ФК «Динамо» з екс-власником «Металіста»). Тільки замість Путіна там був Суркіс, Ярославський його недолюблював. |

Уперше приспівку документально зафіксовано в Харкові 30 березня 2014 року, коли її виконали на спільному марші фани «Металіста» і «Шахтаря».
Наступного дня, 31 березня, голова правління ІЦ «Майдан Моніторинг» Наталія Зубар написала звернення до Національної експертної комісії України з питань захисту суспільної моралі з проханням оцінити вплив «такого перформансу» на стан суспільної моралі й надати висновок Комісії з цього приводу. 8 квітня Наталія отримала відповідь з відмовою проведення експертного дослідження у зв'язку з тим, що інтернет-сторінка не знайдена.
6 квітня на матчі між «Металістом» і «Шахтарем» на «Олімпійському» фанати повторили хіт «Путін — хуйло».
Згодом приспівку швидко підхопили вболівальники інших футбольних клубів, зокрема на Чемпіонаті України з футболу 2013—2014 фанатами київського «Динамо», «Десни», «Карпат», «Ворскли» та інших. Приспівка виявилася популярною на відбіркових матчах Чемпіонату Європи з футболу 2016 року, Ліги чемпіонів УЄФА та Ліги Європи УЄФА. 6 листопада 2014 року приспівку підхопили також вболівальники литовського баскетбольного клубу «Жальгіріс», а 17 березня 2015 року до футбольних і баскетбольних фанів приєдналися грузинські уболівальники регбі. 18 квітня 2015 року приспівку скандували уболівальники боксу на матчі Александр Усик — Андрей Князев у Києві.

### Відеоролики із накладеним відеорядом
Перший відеоролик із накладеним відеорядом на сервісі YouTube завантажено 4 квітня 2014 року під назвою: «Інцидент на параді в Москві Путін хуйло Хіт літа 2014 року». А 11 квітня в YouTube з'явився інший відеоролик з накладеним відеорядом під назвою «Power-mix. Путін — хуйло!», ще популярніший: станом на 16 березня 2015 року цей ролик переглянули понад 700 тисяч разів. Ролик був накладений на кадри відомого польського історичного фільму «Вогнем і мечем» (1999) режисера Єжи Гоффмана. Але після цього, 17 квітня, в YouTube з'явився ще один відеоролик з накладеним відеорядом під назвою «Путін хуйло! САМЕ СВІЖЕ!» під латиноамериканську музику. Цей ролик станом на 18 червня 2015 року переглянули вже понад 1 млн 400 тис. разів.

### У пісенному жанрі
У травні 2014 року український гурт «Телері» записав кавер-версію пісні, слова якої трохи змінено, щоб уникнути нецензурного тексту — «Путін hello»; у відеокліпі героя пісні піддають «тортурам»: насильно годують традиційним українським продуктом — салом. Пізніше свою версію пісні «Путин Гелло» написав російський актор і музикант Михайло Новицький.

### Червень-липень 2014— поширення в усьому світі
8 червня 2014 року з'явився перший запис, виконаний з участю українців за кордоном — у Лос-Анджелесі, потім у Болівії (Салар-де-Уюні) та в Монако (Монте-Карло). Пізніше з'явилися записи українських туристів в Ісландії.
9 червня в Інтернеті з'явилося відео, де популярний хіт про російського президента виконують німці в пабі «Білий Лев» у Львові (можливо, готуючись до Чемпіонату Світу з футболу у Бразилії).
13 червня в YouTube з'явилася японська версія цього хіта. Пізніше мем став активно поширюватися в японській і в'єтнамській блогосферах.
14 червня 2014 року стався дипломатичний скандал за участю Андрія Дещиці, який отримав потужний резонанс у світовій пресі. Скандальну пісню дипломата в YouTube станом на 4 січня 2015 року переглянули понад 2,2 млн разів.
16 червня бельгійське видання EurActiv у своїй статті дало англомовний відповідник слову «хуйло» — «dickhead» відносно Володимира Путіна
18 червня у Лісабоні, Португалія, була проведена акція «ПТН X̆ЛО» за ініціативою Спілки Українців у Португалії.
20 червня 2014 року — акція під посольством РФ у Римі з частівкою про Путіна.
25 червня 2014 року у Празі біля посольства РФ люди вшанували хвилиною мовчання пам'ять загиблих у Україні, вигукували «Ганьба!», називали президента Росії вбивцею і скандували відому кричалку про Путіна.
3 липня 2014 року українські астрономи неофіційно назвали зірку KIC 9696936 «Putin-Huilo!» за грошову пожертву одеських активістів у рамках проєкту «Pale Blue Dot» організації «White Dwarf Research Corporation» з метою підтримки астрономічних пошуків. Хоча назва не є офіційною, а Міжнародний астрономічний союз не проводить іменування зірок і не визнає присвоєння назв зіркам іншими організаціями, ця подія отримала резонанс у міжнародній пресі.
6 липня на Манежній площі Москви під Московським Кремлем затримано дев'ятьох учасників акції протесту, що наспівували дане гасло.
У той же день британська газета The Guardian назвала приспівку «всенародним культурним мемом» (a nationwide cultural meme).

Журналіст Юрій Космина описав швидке поширення мема таким чином: 
|  | Звучання хору харківських фанатів невпинно наростало вже третій місяць. Вихлюпнувшись через Ютуб за межі фанатського середовища, мем швидко охопив увесь офлайн України й переможно закрокував світом . |

### Бум у Вікіпедії
11 квітня автори білоруської Вікіпедії познущалися зі сторінки президента Російської Федерації Володимира Путіна. Дописувачі Вікіпедії додали до імені російського президента гасло українських футбольних фанатів, яке вже стало інтернет-мемом.
15 червня, наступного дня після скандалу з Андрієм Дещицею, в української Вікіпедії була створена стаття «Путін — хуйло». Починаючи з 17 червня, увагу численних медіа привернув факт створення про цю приспівку (згодом — пісню) окремих статей у Вікіпедіях різними мовами.
17 червня стаття «Путін — хуйло» в українському розділі була переглянута понад 40 тис. разів, а за весь місяць — близько 110 тис. разів. Англомовна стаття «Putin khuilo!» 17 червня була переглянута понад 16 тис. разів, а франкомовна — понад 2 тис. разів.
3 липня українська стаття була визнана «найпопулярнішою в українській Вікіпедії». Ця стаття виявилася для українців цікавішою, ніж Чемпіонат світу з футболу 2014 та стаття про Президента України Петра Порошенка. Згідно з даними сайту WikiTrends у 2014 році стаття «Путін — хуйло» посіла сьоме місце в українській Вікіпедії з кількістю переглядів 346 464, «обігнавши» такі статті як Вибори Президента України 2014, Дмитро Ярош, Олег Ляшко, Євромайдан та Правий сектор. Протягом першого року українську статтю переглянули понад 374,4 тис. разів (16.06.15), а статтю англійською понад 175,8 тис. разів (16.06.15). Станом на 2 грудня 2018 року статтю про фразу «Путін — хуйло!» у Вікіпедії розміщено 34 мовами.

11 вересня співзасновник Вікіпедії Джиммі Вейлз, який відвідав Україну як гість конференції YES — 2014, в інтерв'ю з журналістом «Української правди» Галиною Титиш на питання про мем і його висвітлення на Вікіпедії відповів: 
|  | Це не завдання Вікіпедії давати визначення Путіну — хуйло він чи ні. Але, якщо це знаменитий вислів, що гуляє в інтернеті, використовується на плакатах, тоді це частина певного культурного обігу, і ми повинні пояснити, звідки взялася ця фраза і хто її популяризував. |

### Подальше поширення мему
25 серпня 2014 року пісня про Путіна ввійшла до ТОП-10 знакових пісень для України за версією інтернет-видання «NikLife».
У другій половині 2014 року та початку 2015-го спостерігалося подальше поширення мема у творчості українських артистів «95 кварталу», «Студії Мамахохотала», «Студії Магарич» і таких музикантів як Борис Севастьянов, Павло Табаков, Іван Ганзера, Микола Янченко та музикантів гурту «Дует імені Путіна». Так, 7 листопада «Квартал-95» виклав у YouTube пародію на голлівудську комедію «Брехун, брехун» про кремлівського пропагандиста Дмитра Кисельова з використанням мема. В YouTube станом на 6 липня 2015 року цей ролик був переглянутий понад 1 млн 900 тис. разів.
30 березня 2015 року ряд українських інтернет-видань опублікували замітки з нагоди річниці першого виконання мема.
18 серпня 2021 року у Києві українські десантники виконали пісню під час репетиції параду до Дня Незалежності, що викликало значний резонанс в російських ЗМІ. Пізніше головнокомандувач ЗСУ підтвердив, що військові співали саме фанатську кричалку, і висловив своє схвалення такої дії.

### 4 роки відсутності в російській вікіпедії
16 червня 2014 текст статті «Путин — хуйло!» з'являвся і в російському розділі Вікіпедії, але був оперативно вилучений, оскільки, за словами Станіслава Козловського, виконавчого директора НП «Вікімедіа РУ», це була не енциклопедична стаття, а «висловлювання анонімних учасників про Україну». Спроби відновити статтю протягом 4 років були марними через невизнання будь-яких джерел авторитетними для цього розділу.
26 жовтня 2018 року існування авторитетних джерел було підтверджено і стаття була відновлена. Трохи більше місяця потому стаття отримала статус рекомендованої (добротної) статті. Станом на червень 2020 року російська стаття в розділі «Література» має понад 30 позицій — включаючи американські, британські та німецькі наукові журнали.
Після відновлення російської версії аналогічно статті білоруського («Пуцін хуйло!») та польського («Putin chujło») розділів Вікіпедії були відновлені в основному просторі.

## Похідні

### Меми, асоційовані з «Путін— хуйло»
Мем «Путін — хуйло» асоціюється також з іншими мемами:
ПТН ПНХ — скорочення від «ПуТіН, Пішов На Хуй».
Мем також був введений у вжиток у березні 2014 року, навіть трохи раніше ніж «Путін — хуйло», після того, коли 7 березня телеканал «ТВі» у своєму Facebook виклав фото білборда «ПТН ПНХ», розташованого на трасі Київ-Бориспіль. Відтоді цей напис часто з'являється в Україні на одязі і на номерах машин, пішохідних переходах, у музиці та під час лазерних шоу. У Польщі навіть випустили марки з «ПТН ПНХ». Мем може використовуватися як синонім та евфемізм «Путін-Хуйло».

Путин — Пидорас: ла-ла-ла-ла-ла-ла-ла-ла-ла

Як і «Путін — хуйло», цей мем був введений у вжиток у березні 2014 року українськими футбольними фанатами.

«Путін Підрахуй!» — україно-російський мем, був введений у вжиток 6 травня 2013 року у місті Саратов, Росія юристом Михайлом Шаповаловим під час акції протесту на підтримку в'язнів «Болотної справи».

Ірод-Хутін був введений у вжиток у січні 2015 року під час святкування Різдва Христова в Полтаві. Під час Різдвяного вертепу Ірод-Хутін всіляко намагався зіпсувати свято і знищити маленького Христа, але йому це не вдалося. Ангели перемогли темну силу і вигнали Хутіна.

### Скорочення та евфемізми
Задля уникнення вживання грубого матюка в народі стало популярним використання скорочень та приповідок (евфемізмів):
- ПТН ХЛО[127][128].
- ПТН X̆ЛО[129][130].
- ПТН ПНХ ХЛО — скорочення від «Путін — пішов на хуй, Хуйло!»[11].

«Putin Hello!»

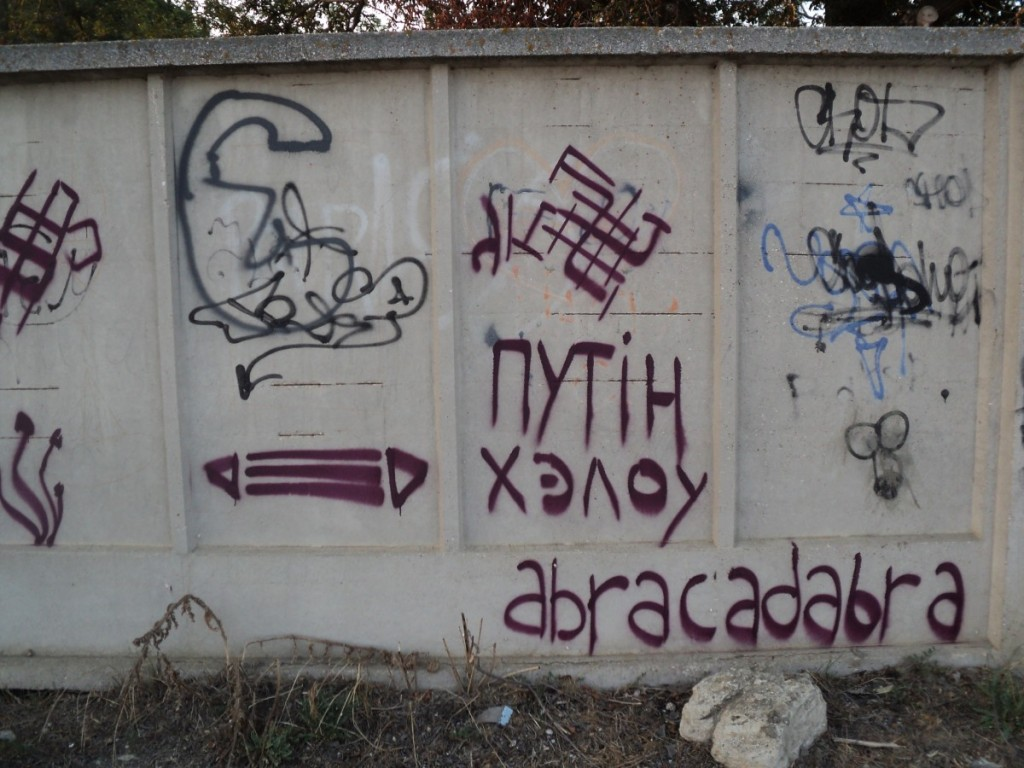
Напис «Путін Хэлоу» у Керчі, окупований Крим

Евфемізм введений у вжиток гуртом «Телері» в березні 2014 року після того, коли музиканти гурту опублікували в YouTube свій відеоролик з піснею «Путін Hello». «Putin Hello» стало використовуватися як замінник нецензурної фанатської кричалки під час акцій протесту в Лондоні вже в травні місяці. Незабаром евфемізм був узятий на озброєння акторами студії «Квартал-95». В липні «Putin Hello!» був виконаний Орестом Лютим наприкінці його пісні на міжнародному фестивалі етнічної музики «Країна Мрій», а у серпні пісня-евфемізм прозвучала у виконанні режисера-педагога Дитячої театральної школи міста Одеси Федора Ткача. Згодом евфемізм став популярним також і серед російських виконавців.
«Хутін Пуйло»
Починаючи з вересня, в ефірі радіостанції «Люкс ФМ» тепер щогодини звучать «короткі репризи-жарти на тему про Росію та її керівництво, записані на музику відомої футбольної кричалки». Такими словами у прес-релізі радіостанції викладений головний меседж і девіз однойменної програми: «HUTIN — PUILO!». Перед стартом проєкту радіомережа «Люкс ФМ» зареєструвала торговельну марку «HUTIN PUILO». Цей евфемізм є досить популярний серед українських виконавців і навіть серед білоруських водіїв.
«Хутін Пуй»
Евфемізм «Хутін Пуй», який асоціюється зараз із мемом «Путін — хуйло», виник насправді набагато раніше останнього, під час акцій протесту в Росії 2011—2013. В Україні евфемізм використовується для реклами похоронних послуг, під час акцій протесту, в сатиричних інтернет-виданнях і в народній творчості. Цей евфемізм відомий також і в Польщі.
Дивись також
- «Путін х#йло» (х@йло, хλйло, х"йло, х*йло, х*ло).[150][151][152][153]
- Путін-**й**[154]
- П卐ТЛЕР Х☭ЙЛО[155].

Іноді ПТН ПНХ використовується як евфемізм висловлювання «Путін — хуйло».

## Відомі виконавці

### Гурти
Серед вітчизняних зірок та гуртів цей вислів повторювали чи співали Кузьма, гурт «Телері», гурт «Друга ріка», український фрі-фолк-гурт Фолькнери, рок-гурт Mad Heads, рок-гурт Гайдамаки, гурт Ореста Лютого, гурт «Село і люди», Ірена Карпа та гурт Qarpa.
Серед міжнародних гуртів виділяється виконання шлягера «Путін-х…ло» гуртом «Lemonchiki Проджект» у студії Громадського телебачення.

### Політики
Див. також «Путін — хуйло» у політиці

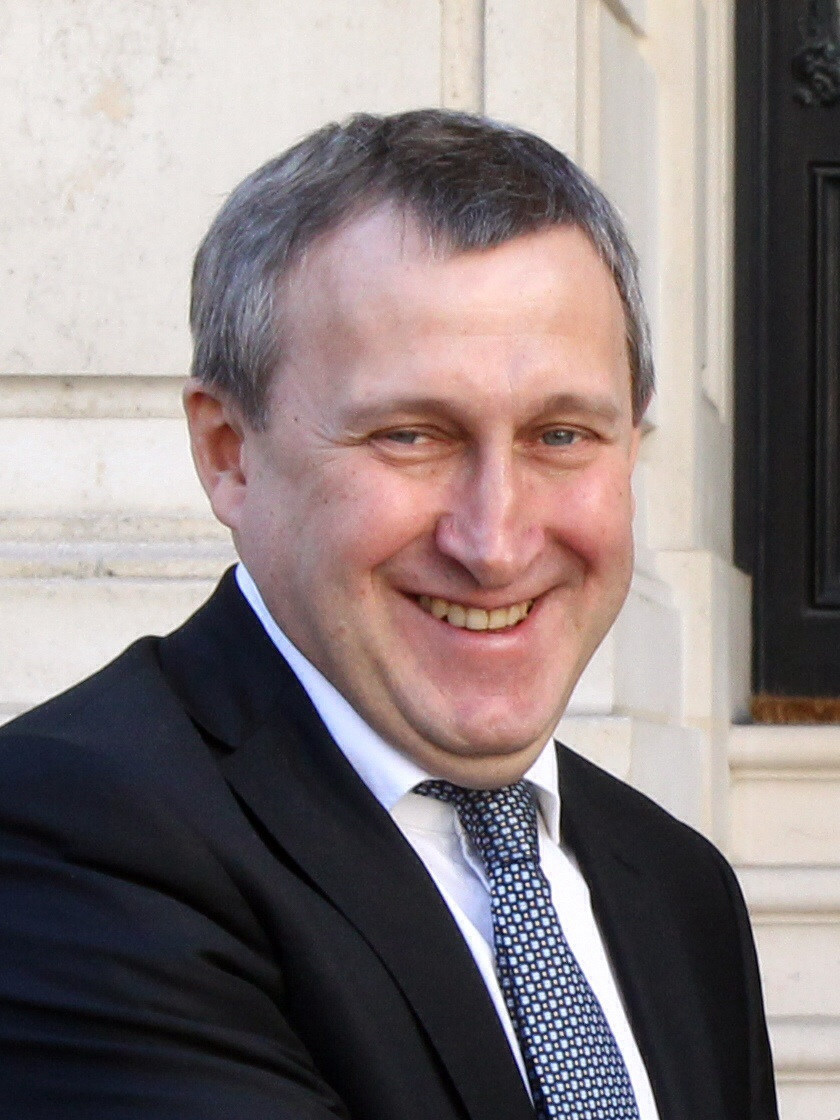
Андрій Дещиця став одним із найперших політиків високого рівня, що публічно застосував вислів «Путін — хуйло».

Особливого значення набули публічні виконання цієї пісні українськими політиками. Серед знаменитих виконавців пісні є такі відомі політики, як народний депутат України Олег Ляшко та дипломат і колишній в. о. міністра закордонних справ України Андрій Дещиця.
Так 15 травня 2015 року «пісню» публічно заспівав у Івано-Франківську лідер Радикальної партії, народний депутат України Олег Ляшко.
Через один місяць, 14 червня, на мітингу біля російського посольства в Києві тодішній в. о. міністра закордонних справ України Андрій Дещиця намагався заспокоїти мітингарів і в процесі спілкування повторив за ними слова з «пісні». Це набуло широкого міжнародного резонансу.
15 червня Андрій Дещиця написав у Твіттері з цього приводу таке: 
|  | Головне, що вчора вдалося зупинити насильство і провокації біля посольства РФ. Але, якщо російська агресія триватиме, це буде робити все важче. |

У той же день, 15 червня, російське видання Ехо Москви на своєму сайті провело опитування, запитавши у російських читачів, чи засуджують вони вчинок Дещиці, який обізвав Путіна. Ствердно відповіли на нього в мережі 19,9 % користувачів, телефоном — 21,7 %. Не засуджують вчинок Дещиці 78,6 % і 78,3 % відповідно. Не змогли відповісти 1,5 %.
Публічно висловили своє обурення вчинком високопосадовця представники російської влади, зокрема, міністр закордонних справ РФ Сергій Лавров, а голова Комітету з міжнародних справ Держдуми РФ Олексій Пушков закликав Президента України Петра Порошенка звільнити Дещицю з посади.
Водночас посол США в Україні Джеффрі Пайєтт вважає, що Дещиця — «досвідчений дипломат», який «намагався вирішити небезпечну ситуацію».
Представник Держдепартаменту США Джен Псакі в ході чергового прес-брифінгу в червні 2014 року обговорювала значення фрази «Путін — хуйло!»: «Стосовно значення використаних ним (Дещицею) слів я б порадила звернутися до українців за роз'ясненнями. Але я вважаю, що контекст, у якому були використані ці слова, має важливе значення.»
Невдовзі після інциденту Андрій Дещиця втратив посаду в.о. міністра, проте плани Петра Порошенка щодо ротації кадрів були відомі задовго до інциденту, відтак невідомо, чи рішення Петра Порошенка було вмотивоване виконанням слів із цієї пісні.

Після того як Верховна Рада підтримала звільнення Андрія Дещиці від виконання обов'язків міністра закордонних справ Олександр Турчинов, виконувач обов'язків Президента України зазначив про Дещицю: 
|  | Він гідно виконував свої обов'язки. Давав об'єктивні коментарі із багатьох питань. |

В залі було чути, як група депутатів співає відому пісню про Путіна[яку?].

Заслужений юрист України Володимир Василенко зазначив, що такі виходи за рамки дипломатії після цього потрапляють у підручники: 
|  | Потрібно пам'ятати про контекст, про причини, чим це викликано. У ситуації, яка склалася, дії Дещиці були адекватними. Вони допомогли запобігти серйозніших наслідків. |

Скандальну пісню дипломата в YouTube станом на 4 січня 2015 року переглянули понад 2,2 млн разів.
13 жовтня Президент України Петро Порошенко призначив колишнього в.о. глави МЗС Андрія Дещицю послом України в Польщі.
14 січня 2015 року депутат Олег Барна з трибуни Верховної Ради заявив, що Путін — хуйло. У залі було чути «ла-ла-ла-ла». Виступ викликав неоднозначну реакцію в середовищі українських політичних та культурних діячів, зокрема телеведучий та актор Сергій Притула, автор «найкультурнішої кавер-версії» хіта «Путін ла ла ла», назвав виступ депутата-земляка цирком.

### Вітчизняні музиканти-виконавці
Мем «Путін — хуйло» часто зустрічається у творчості українських музикантів. Особливо популярний мем серед рок- і фолк-музикантів, виконавців репу, в дискотековій музиці (Dance Club Music) і в середовищі любителів «нових пісень на радянські мелодії». Музика з мемом також часто використовується у відеороликах з накладеним відеорядом в YouTube.

#### Українські гурти
- Гурт «Телері» з Переяслав-Хмельницького в травні 2014 вирішив записати цензурну версію пісні й зняти кліп під назвою «Putin Hello» яка була викладена в YouTube 30 квітня[57][157][194]. У кліпі розповідається про нещасного Вову, якого «бандерівці» катують салом. Окрім цього серед тортур: навчання української мови й історії. Влітку 2014 група неодноразово виконувала цю пісню на своїх концертах[195][196].
- 14 квітня панк-гурт «Без Мазга» з Чернігова опублікував у YouTube відео з імпровізацією на тему «Путін — хуйло»[197]. Дивись також цю версію на італійському сайті[198].
- Наступного дня, 15 квітня, в YouTube з'явилась speed-версія «народного хита» від гурту «Sour Cream Madness» (Вінниця)[199].
- 5 червня в Івано-Франківську під час ІІ-го всеукраїнського фестивалю феєрверків «Грім Карпат» соліст групи «Скрябін» Андрій Кузьменко (Кузьма) передав «привіт Путіну»[156].
- 7 червня 2014 гурт Mad Heads на фестивалі «Тарасова Гора — 2014» пропонував свою версію цієї пісні. Безпосередньо перед виконанням хіта про Путіна лідер групи Вадим Красноокий звернувся до росіян:|  | ...россиян мы любим, потому что они наши братья. То, что произошло и происходит - это полное говно, которое надо "как-то решать" и "решать" это надо мирно, таково мое мнение. Но мы знаем, в чем причина и причина у всех у нас на устах...(рос.) |
- 13 червня український рок-гурт «Друга Ріка» на концерті у Києві (Caribbean Club) виконав ексклюзивну імпровізацію на тему «Путін — хуйло»[158][201].
- 11 липня дніпропетровське тріо «Кімната Гретхен» виконало цікаву версію хіта на фестивалі «Стопудівка 2014» (Дніпропетровська область)[202].
- 12 липня Михайло Бойко, лідер київського гурту «Колір Ночі», на фестивалі «Говерла 2014. Захистимо Соборну Україну!» заспівав пісню Володимира Івасюка «Я піду в далекі гори» з «приспівом про Путіна»[203][204].
- 19 липня гурт Гайдамаки виконав пісню на фестивалі білоруської рок-музики Басовище (Польща)[160][205].
- У липні 2014 року з'явився новий хіт від борщевського панк-рок-гурту «Медовий Полин» під назвою «Сепаратіст». Хіт був створений з гумором і приправлений новітнім українським заспівом «Путін х*ло»[206][207].
- У червні 2014 року український фольк-гурт Фолькнери представив етно-версію пісні «Путін Хуйло» в ефірі 5 каналу[139][208].
- 25 липня гурт «Село і люди» заспівав «пісню про Путіна» на благодійному концерті на підтримку 1-й зведеної роти 17-ї танкової бригади. Всі гроші, зароблені під час концерту, були витрачені на закупівлю обмундирування для українських військових[209].
- 18 серпня у YouTube був опублікований відеоролик з піснею «Вова Хуйло» від київського гурту «Люся»[210][211].
- 6 вересня Ірена Карпа, соліст гурту Qarpa, на благодійному марафоні для бійців АТО «Єдність-Фест» (Майдан Незалежності (Київ)) виконала відомий фанатський мем[163]. Раніше, 6 липня, на прес конференції фестивалю «Файне місто — 2014», Ірена повідала журналістам, що хотіла б заспівати дуетом з Андрієм Дещицею. Сукня для такого дуету в Карпи вже була. Особливий наряд «Путін-хуйло» для виступу в Тернополі дівчина представила шанувальникам ще напередодні в соцмережі[212].
- У січні 2015 року низка дніпропетровських рок-гуртів записала спільну композицію «Putin Huylo» з варіацією оригінальної теми в рефрені[213][214].
- У травні 2015 року Сергій Потієнко, бандурист з гурту Шпилясті кобзарі в інтерв'ю тижневику «Культура і життя» зізнався: |  | Щоправда, на прохання шанувальників додали до репертуару одну пісню: там ще «ла-ла-ла» у приспіві (сміється. – Ред.) |

#### Відеоролики із накладеним відеорядом
Квітень 2014 року відзначився появою розважальних відеороликів з використанням «народної пісні»:
- 2 квітня в YouTube з'явився жартівливий відеоролик, на якому Володимир Путін у фраку пританцьовує під скандальну пісню українських футбольних фанатів[217][218]. «Відеоролик з танцюючим Путіним» незабаром з'явився на британському вебсайті Last.fm[219]. 3 квітня в YouTube під народну пісню вже «танцювали» Барак Обама[220], Путін з Кадировим[221], та Медведєв з Мартиросяном[222][223]. А 4 квітня під пісню «танцювала» вже дружина Президента США — Мішель Обама[224]. Цього ж дня телеканал Еспресо TV на своєму сайті виклав колекцію роликів з «танцюючими під Путін — хуйло»[225].
- Перший «повноцінний» відеоролик із накладеним відеорядом на сервісі YouTube був завантажений 4 квітня 2014 року під назвою: «Інцидент на параді в Москві Путін хуйло Хіт літа 2014 року»[53].
- 11 квітня в YouTube з'явився інший відеоролик з накладеним відеорядом під назвою «Power-mix. Путін — хуйло!» Станом на 16 березня 2015 року цей ролик переглянули понад 700 тисяч разів. Ролик був накладений на кадри відомого польського історичного фільму «Вогнем і мечем» (1999) режисера Єжи Гоффмана[54][226].
- 17 квітня в YouTube з'явився відеоролик з накладеним відеорядом під назвою «Путін хуйло! САМЕ СВІЖЕ!» під латиноамериканську музику. Станом на 18 червня 2015 року[56] цей ролик переглянули понад 1 млн 400 тис. разів.
- 20 квітня в YouTube на каналі djmilano86 з'явився відеоролик з накладеним відеорядом під назвою «The whole world sings mega hit: Putin-dick!»[227]
- 20 вересня 2014 року на відеохостингу YouTube з'явився кліп про Путіна з назвою «Ujoben sie, bitte!», в якій фігурує напис «ПТН ПНХ»[228].

#### Реп-версії
У 2014 році «народна пісня» стала невіддільною частиною української реп-культури:
- 21 квітня оригінальну реп-версію «Tarantinos — ПТН ПНХ» представила група Tarantinos (Дніпропетровськ).[229] Автор тексту і музики — Денис Гільц[230][231].
- 18 липня в YouTube з'явилася композиція «Нова пісня про Путлєра! Нагадуємо, він — Хуйло!» від реперів Лютобора і Влеса гурту «Земля Роду Нашого» (Київ)[232][233][234].
- 20 серпня в YouTube з'явилася композиція репера Бака (Володимира Єлізарова), учасника шоу «Х-фактор» сезону 2013 року, який написав пісню про «царя Путіна», в якій текст приспіву повторює ритмічний малюнок мелодії «Путін — хуйло»[14].

#### Dance Club Music
Літо 2014 було відзначено активним використанням «народної пісні» у нічних клубах і на дискотеках:
- 20 червня гурт «Нікополь-2» оприлюднив свою «фантазію на теми українських ультрас»[235]. Станом на 12 квітня 2015 року в YouTube цей ролик переглянули понад 700 тис. разів. У цьому відеоролику автори використовували версію кричалки від фанатів ФК «Металіст» на мелодію I'm Born Again / Bahama Mama[en] німецької диско-групи Boney M.[236][237]. Згодом версію гурту «Нікополь-2» почали охоче публікувати на закордонних сайтах[238][239][240][241].
- Наступного дня, 21 червня, в YouTube з'явилася композиція «PUTIN HUILO dance mix club»[242]. Цей кліп став популярним в іспанських ресторанах[243].
- 31 липня в YouTube з'явився мікс від Raft Tone & Vorobskix[244][245], що зробили мешап — «W&W & Blasterjaxx — Путін Хуйло vs. Rocket (Raft Tone & Vorobskix Mashup) [feat. Ultras FCMK & Ultras FCSD]»[246]. Фейк-відео, на якому найкращий диджей світу (за версією DJ Mag Top 100 2013) Hardwell грає цей мікс, навіть потрапило до деяких новинних порталів[247][248].
- Пісня про Путіна також лунає в українських нічних клубах[249][250][251][252][253].

#### Нові пісні на старі радянські мелодії
Починаючи з червня 2014 року в Україні став дуже популярним «новий жанр сатиричного перероблення старих радянських пісень» з використанням мема «Путін — хуйло». Жанр був популярний як серед професійних виконавців, так і серед аматорів. Для виконання вибиралися пісні, що викликають особливу ностальгію за СРСР.
Вадим Дубовський

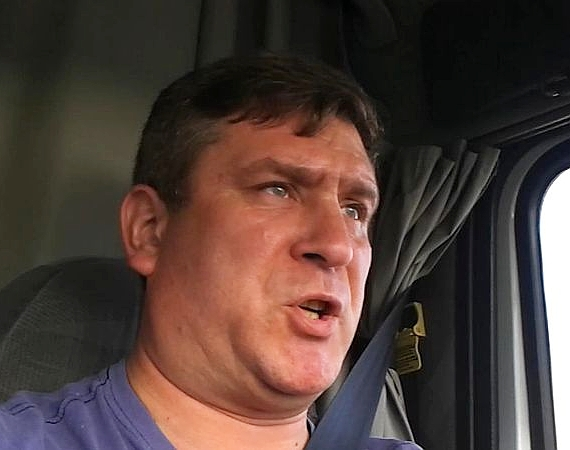
Вадим Дубовський — відомий популяризатор мема через виконання пісень, написаних на радянські мелодії

У своїх знаменитих піснях, написаних на основі радянських мелодій: «Гімн антирашистів» (муз. А. Александрова), «Новий гімн Москви» (муз. Исаака Дунаєвського), «Песня об уродине» (муз. Исаака Дунаєвського), «И вновь продолжается ад!» (Муз. А. Пахмутовой), «Путлер пока живой» (муз. С. Туликова), [Архівовано 19 червня 2015 у Wayback Machine.] та «Долгая песня о скором конце» (муз. Ігоря Шамо) донецький співучий далекобійник Вадим Дубовський, який проживає нині в Чикаго (США), використовує приспівку «Путін — хуйло!». Зокрема, в «Новому гімні Москви» Дубовський заспівав таке: 
|  | Вам спасибо, Андрей Дещица, что назвали Хуйло - Хуйлом.(рос.) |

Дружина Вадима Дубівського Вікторія написала про те, що спонукало її чоловіка писати подібні пісні:
Автор має близько 2,3 млн переглядів його пісень в YouTube, що стосуються використання мема «Путін — хуйло».
«Олексій Таксі» (Олексій Зімін)
17 липня 2014 р. на каналі Erich Hartmann в YouTube з'явилося відео із самодіяльним записом пісні зі словами «Путін — хуйло!», що є пародією на вступну й фінальну пісню з мюзиклу «Буратіно» (музика Олексія Рибникова). За добу це відео переглянули «понад 200 тисяч разів». Станом на 29 березня 2015 року це відео в YouTube переглянули понад 700 тис. разів. Також популярна караоке версія цієї пісні — «плюсівка», «мінусівка». Автором пісні виявився «Олексій Таксі» (Зімін Олексій Миколайович), рядовий (механік-водій БМП) 93 ОМБр, де отримав позивний «Башкір», колишній київський таксист, автор ряду «пісень про Путіна» та ватників на своєму каналі в YouTube, покладених на радянські мелодії: «Не секрет про ЛА-ЛА-ЛА», «Кремлёвский ублюдок», «А я иду, шагаю по Земле» та інших.
Вадим Дубовський висловив свою думку з приводу пісні «Не секрет про ЛА-ЛА-ЛА» в YouTube таким чином: 
|  | Алексей, я и моя семья, как всегда, в восторге от Вашей новой песни на старую мелодию! Удачи Вам! И пусть вдохновение посещает Вас как можно чаще!(рос.) |

Автор має популярність його пісень в YouTube, що стосуються використання мема «Путін — хуйло».

Орест Лютий
Слова й музику пісні «Путін — хуйло» частково використано в композиції Ореста Лютого, присвяченій взяттю 5 липня Слов'янська та Краматорська військами АТО. У YouTube спочатку (6 липня 2014) було завантажено нецензурний відеокліп «Путін От'єбісь» [Архівовано 21 жовтня 2015 у Wayback Machine.], але незабаром на XI міжнародному фестивалі етнічної музики Країна Мрій була виконана цензурна версія «КГБист, КГБист, отцепитесь». Композиція була написана на мелодію пісні «Жил отважный капитан» з к / ф «Діти капітана Гранта» 1936 року, музика Ісаака Дунаєвського. Ця пісня також була виконана на концерті в Українському Домі (Київ) 30 жовтня.
Сергій Притула
28 червня 2014 року відомий український телеведучий, актор, автор і співпродюсер Народного скетч-шоу «Файна Юкрайна» Сергій Притула присвятив Путіну «найкультурнішу каверверсію» хіта «Путін ла ла ла» на мелодію радянської пісні «Прощай» (муз. В'ячеслава Добриніна), відому раніше у виконанні Льва Лещенко:
| | \| Строфа: Ти знай, у цій країні у дворах Лунає пісенька одна (Ти знай ти знай, ти знай ти знай) її співає цілий світ – тобі присвячена вона Тепер ти знаєш, хто ти є І ним ти все життя було І навіть діти знають вже, Що Вова Путін це... Приспів: Ла-ла–ла–ла–ла–ла–ла–ла–ла-ла... \| |
| Строфа: Ти знай, у цій країні у дворах Лунає пісенька одна (Ти знай ти знай, ти знай ти знай) її співає цілий світ – тобі присвячена вона Тепер ти знаєш, хто ти є І ним ти все життя було І навіть діти знають вже, Що Вова Путін це... Приспів: Ла-ла–ла–ла–ла–ла–ла–ла–ла-ла... | |

Інші версії
- Україномовна версія No 2 («Рашизм не пройдет! ПТН ПНХ») на мелодію з мюзиклу «Буратіно»[292].
- Російськомовна версія No 3 на мелодію з мюзиклу «Буратіно»[293].
- Виконання «Путін-хуйло» на мелодію радянської пісні «Прощай» на весіллі в Україні[294].

Починаючи з серпня 2014 року також стали з'являтися і «нові пісні на старі закордонні буржуазні мелодії» з використанням мема. Так, 12 серпня в YouTube з'явилася пісня «Геллоу, Путин» на мелодію пісні «Гелло, Доллі!» американського композитора Джерри Хермана, текст В.Люмкіса у виконанні режисера-педагога Дитячої театральної школи міста Одеси Федора Ткача.

### Міжнародні гурти
- 21 квітня 2014 року міжнародний гурт «AstrogentA» завантажив в Інтернет ремікс (рок-версію) пісні «Путін — хуйло», виконаний футбольними вболівальниками[295][296]. Пізніше навіть з'явився урок гри на гітарі цієї популярної мелодії[21].
- 29 травня 2014 року міжнародний гурт «Lemonchiki Проджект» виконав шлягер «Путін-х…ло» в студії Громадського телебачення[164].

### Закордонні виконавці
Спершу була знана як приспівка ультрас «Металіста» і «Шахтаря», але пізніше її підхопили й фанати закордонних футбольних клубів, серед яких німецькі, французькі та інші, а невдовзі вона набула популярності не тільки серед українського народу, а й серед населення інших країн, зокрема США, Канади, Великої Британії, Японії, Ізраїлю, Німеччини, Австрії, Австралії, Італії, Португалії, Польщі, Болгарії, Латвії, Грузії, Молдови, Африки, Росії, а також паломників хасидів.
16 листопада після концерту Святослава Вакарчука та його групи «Океан Ельзи» у Великій Британії (Лондон, Hammersmith Apollo), шанувальники не поспішали покидати концертний майданчик. У Eventim-Apollo (Hammersmith Apollo) фанати «Океану Ельзи» влаштували свій власний «концерт». Як тільки музиканти залишили сцену, шанувальники затягнули відомий хіт ультрас про президента Росії Володимира Путіна. «Ла-ла-ла, Путін — х..йло», — луною котилося по одному з найпрестижніших концертних залів Британії.

## Поширення
Після того, як слова з пісні здобули неабияку популярність, вони спочатку увійшли в загальний обіг Всесвітньої павутини, ставши інтернет-мемом, а згодом, перетворившись на одиницю культурної інформації, поширилися в усіх сферах життя.

### У світовій пресі
Пісня отримала увагу у світовій пресі та була темою публікацій впливових міжнародних газет, журналів і численних інтернет-видань.
У США
- The Washington Post[172][175][327].
- The Wall Street Journal[328].
- The Atlantic[180].
- Time[329].
- World Affairs[13].
- Business Insider[177].
- Bloomberg View[178].
- International Business Times[174].
- Радіо «Вільна Європа» / Радіо «Свобода»[179].
- Newsweek[330].
- Voice of America[331].
- Foreign Policy[332].

В Західній Європі
- The Guardian[5][173].
- The Daily Telegraph[333].
- The Independent[334].
- BBC News Online[335][336].
- Neue Zürcher Zeitung[181].
- Le Monde[176].
- Terrafemina[337].
- L'Express[338].
- RTL[en] (Париж)[339].
- EurActiv[fr] (Брюссель)[79].
- La Stampa[340].
- ABC.es (Мадрид)[341].
- La Vanguardia[en] (Барселона)[342].
- El Periódico de Catalunya[en] (Барселона)[343].

У сусідніх країнах
- У російській пресі[344][345].
- Белгазета[346].
- Наша Ніва[347][205].
- Georgian Journal[49].
- Алтын-Орда (Казахстан)[348].
- Terra [Архівовано 18 квітня 2015 у Wayback Machine.] (Молдова)[349]
- Gazeta Wyborcza[350].
- Lidové noviny[351].
- Echo24[352].
- „444.hu“ [Архівовано 24 червня 2014 у Wayback Machine.] (Угорщина)[353].

У Балтійських країнах і Скандинавії
- Postimees[354][355].
- Latvijas Avīze[356].
- 15 min[en] (Вільнюс)[50].
- Lrytas.lt[en][357].
- TV NET[lv] (Рига)[358].
- Yle[359].
- Helsingin Sanomat[en] (Гельсінкі)[360].
- TheJournal.ie[361].

В Азії
- Tuổi Trẻ[en] (Ханой)[362].
- Global Times (Пекін)[363].
- That's Shanghai[en] (Шанхай)[364].
- China Times (Тайвань)[365].
- Lianhe Zaobao[en] (Сінгапур)[366].
- Nanyang Siang Pau[en] (Малайзія)[367].
- Equalizer post, Філіппіни[368].

В інших державах
- The New Daily[369].
- The Peninsula[370].
- Ісраель Хайом[371].

### У творчості відомих закордонних артистів
- Останнє шоу комік-групи з Великої Британії Монті Пайтон показало анімацію розмовляючої голови Путіна над промежиною Давида (Мікеланджело), натякнувши на спів «Путін — хуйло»[372].
- Російський актор і музикант із Санкт-Петербурга, лідер групи «СП Бабай» Михайло Новицький написав пісню «Путін Гелло!» використовуючи мотив однойменної пісні українського гурту «Телері»[60][61][62][63][373]. Після виконання цієї пісні на мітингу у Санкт-Петербурзі 15 січня 2015 року відбулася серія скасування концертів відомого артиста в Росії[374][375][376]. 23 листопада «Театр Михайла Новицького» представив новий інтернет-серіал «Зовсім без ліхтарів» («Совсем без фонарей»), в якому співробітники російської поліції проводять спецоперацію із затримання диверсанта, який поширює написи «Путін — хуйло»[377].
- Американський співак українського походження Вадим Дубовський став відомий завдяки виконанню пісень, написаних на основі радянських мелодій, в тому числі з використанням мема «Путін — хуйло». Детальніше дивіться тут.
- 27 грудня 2014 року Сергій Міхалок, відомий білоруський музикант і поет, соліст гурту «Brutto» на концерті в Києві сказав про Путіна наступне: «Хуйло знает, что он хуйло»[378].

### У політиці
Крім відомих виконавців «хіта» Андрія Дещиці та Олега Ляшка мем використовували такі політики як Борис Нємцов, Міхеїл Саакашвілі, Юрій Луценко, Марія Матіос, Арсен Аваков, Олег Тягнибок, Олег Барна та Андрій Лозовой.
- 1 травня в Ужгороді під час антивоєнного маршу з'явився Юрій Луценко, який прибув у місто у супроводі на цей момент кандидата у президенти України Петра Порошенка у футболці «ПТН ХЛО ла-ла-ла-ла-ла-ла-ла-ла».
- 11 червня в Інтернеті з'явилися знімки з фотосесії відомого грузинського політика Михайла Саакашвілі в Києві біля автомобіля з жовто-блакитним прапором, на склі якого красується гасло «Путін — ху*ло»[379].
- 17 червня народний депутат Верховної Ради України від фракції УДАР і відома письменниця Марія Матіос з'явилася на пленарних засіданнях у футболці із написом «ПТН ХЛО»[380]. Сама ж пані Матіос написала на своїй сторінці у соцмережі[381][382]:

|  | Моя письменницька інтелігентність закінчується там, де починається небезпека для моєї Вітчизни. |

- 19 червня лідер Всеукраїнського об'єднання «Свобода» Олег Тягнибок написав на своїй сторінці у Facebook на знак підтримки Андрія Дещиці фразу «ПТН ХЛО — ла-ла-ла-ла-ла-ла!!!»[383].

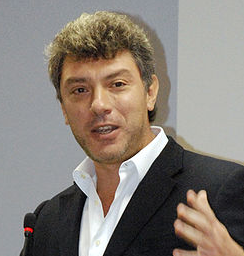
Борис Нємцов, автор нецензурного скандалу в Росії щодо Путіна.

- 1 липня 2014 року міністр внутрішніх справ України Арсен Аваков опублікував на своїй сторінці у Facebook фото зупинки, яка знаходиться за 40 км від Слов'янська. На цій зупинці великими буквами написано: «Путін — х*йло». Аваков сказав, що він «солідарний» з цією думкою. «Приватна думка, десь під Слов'янськом. Солідаризуюсь!», — написав міністр[384].
- 3 липня політичний коментатор Сергій Поярков в інтерв'ю інтернет-виданню «ГОРДОН» на питання «Чи згодні ви з висловлюванням Дещиці, що Путін — хуйло?» відповів таким чином: |  | До великого звання «Хуйла» Путін не дотягує. Він просто невеликий і дешевий гандон. |
- 7 липня 2014 року у Болгарії міністра закордонних справ Росії Сергія Лаврова зустріли криками «Путін — хуйло!» і «Тут не Москва!»[386][387].
- Широко відомий мем використовувався під час передвиборчої кампанії перед достроковими виборами до Верховної Ради України, зокрема по всій Україні з'являються білборди Радикальної партії Олега Ляшка з написом: «Путін — ху#ло! Переможе добро!»[388] (дивись також на фото).
- 12 жовтня російський політик Борис Нємцов у своєму Facebook'y в переліку цілей, які не досяг Путін, реалізуючи свій проєкт «Новоросія» зазначив, що «(Путін) хотів поваги з боку українського народу, а отримав ворога на довгі роки і „Путін-ху @ ло“»[389]. Раніше цей політик відкрито називав Путіна нецензурними словами: |  | Він йобнутий, Володимир Путін, щоб ви зрозуміли . |

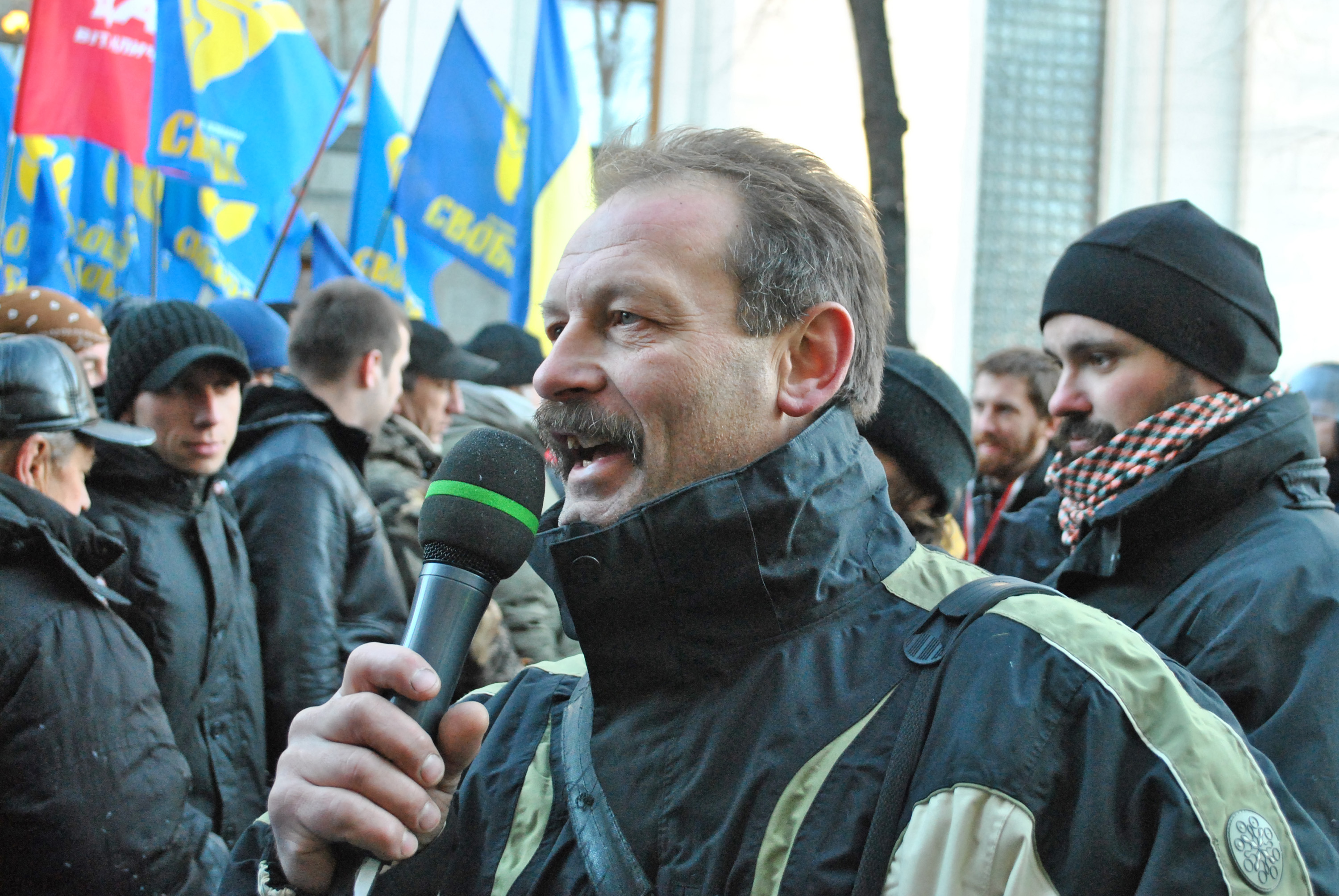
Олег Барна, автор нецензурного скандалу у Верховній Раді України

- 23 грудня 2014 року у Верховній Раді з'явилася нова точка доступу до Wi-Fi під назвою «Путін Хуйло»[391].
- 14 січня 2015 року народний депутат України від «Блоку Петра Порошенка» Олег Барна на трибуні Верховної Ради закликав депутатів офіційно надати статус президенту Росії Володимиру Путіну — «Хуйло»[392][393][394]:

| | \| Я хочу, і прошу вас визнати нарешті на рівні нашого Парламенту, усунувши будь-які дипломатичні свої, так би мовити, причепурності, взяти до уваги слова Бісмарка, що будь-яка угода із Росією нічого не варта, крім отого папірця. І всі повинні разом сказати, що «Путін – це Хуйло». \| |
| Я хочу, і прошу вас визнати нарешті на рівні нашого Парламенту, усунувши будь-які дипломатичні свої, так би мовити, причепурності, взяти до уваги слова Бісмарка, що будь-яка угода із Росією нічого не варта, крім отого папірця. І всі повинні разом сказати, що «Путін – це Хуйло». | |

У сесійному залі прозвучали оплески. Таку заяву Барна зробив під час виступу щодо розстрілу автобусу під Волновахою 13 січня.
Виступ Олега Барни викликав негативну реакцію телеведучого та актора Сергія Притули, автора «найкультурнішії каверверсії» хіта «Путін ла ла ла», який назвав виступ депутата-земляка «цирком». Сергій Притула також зазначив наступне:
|  | Я теж вважаю, що Путін – х…ло, але, як каже моя мама є норма і місце. |

- 9 лютого 2015 народний депутат України, заступник лідера Радикальної партії Олега Ляшка та його помічник-консультант Андрій Лозовой ввів у вжиток термін «підхуйлики» як аналог терміна «П'ята колона»[395]:

|  | Якщо Путін – хуйло, то ті, хто йому служать – підхуйлики. |

Він уточнив, що:
- В жовтні 2016 активісти виборчого штабу Руху лібералів Литовської республіки виконали пісню про Путіна під час спроби проведення трансляції з виборчого штабу партії російським пропагандистським Першим Балтійським Каналом[396].
- 3 лютого 2019 року голова МВС України Арсен Аваков на з'їзді партії Народний фронт заявив: «Путін — хуйло»[397].

### В акціях протесту
В Україні

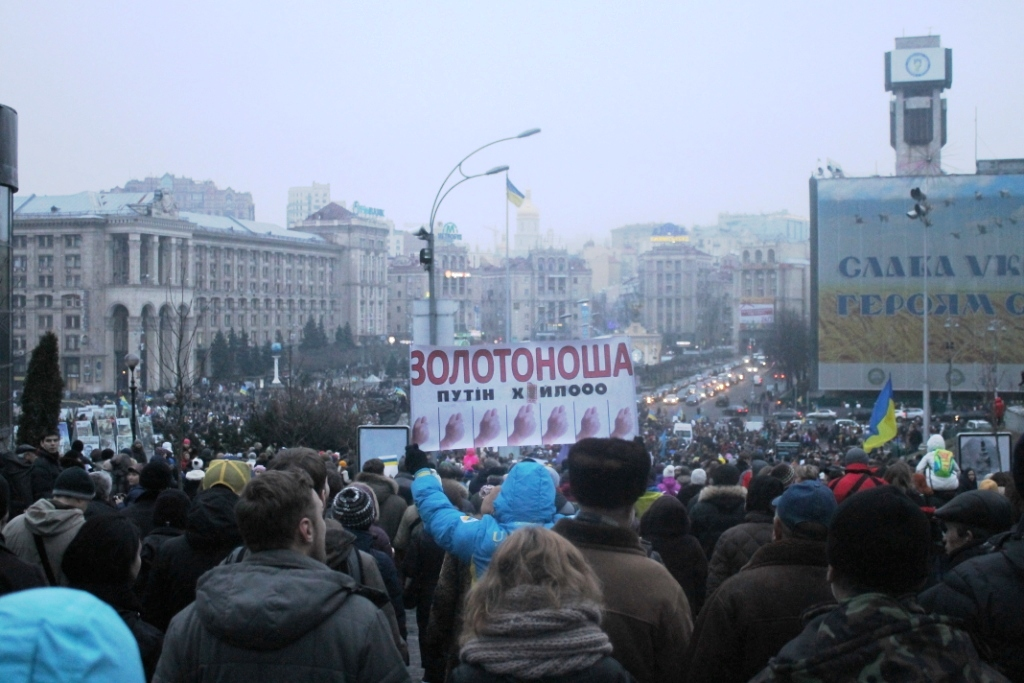
Київ. Марш миру в пам'ять загиблих у результаті обстрілу бойовиками автобуса під Волновахою, 18.01.15.

- 1 травня 2014 року під час антипутінського маршу в Ужгороді активісти виспівували нецензурну пісню про президента Росії Володимира Путіна у ритмі танго[398].
- 19 квітня в Херсоні учасники місцевого Майдану провели акцію біля будівлі обласної державної адміністрації. Так, під час акції під будівлею ОДА вони розтягнули транспарант, адресований президенту Росії Володимиру Путіну: «Пуй тебе, Хутин, а не Херсон. Hutin Puilo. La-la-la-la-la-la.»[399].
- 14 червня — акція протесту біля стін посольства РФ у Києві перед інцидентом з Дещицею[400].
- 24 червня Дзержинський районний суд Харкова засудив трьох активістів місцевого Євромайдану до 50 годин виправних робіт на комунальних підприємствах за скандування частівки «Путін — хуйло»[401][402]. Чоловіків було звинувачено в порушенні статті 173 Кодексу про адміністративні правопорушення («дрібне хуліганство»). 8 липня справа мала розглядатися в апеляційному суді. У коридорі активісти, яких не пустили до зали, мотивуючи це браком місця, почали співати «Путін — хуйло» і засідання було перенесено на тиждень[403][404]. 8 липня у харківському суді адвокат євромайданівця Валентина Бистриченка намагався довести, що підзахисний не ображав Путіна, а просто співав про зірку на небі[405].
- 8 серпня в Києві активісти громадської ініціативи «Бойкот російських АЗС» провели акцію проти отримання прибутків Росією шляхом продажу палива на території України. Активісти балонами розмалювали заправки гаслами із закликами до бойкоту, шинами заблокували до них вхід, розклеїли наліпки з відповідними зверненнями та співали патріотичну пісню про Путіна[406][407].
- 16 вересня 2014 року у Львові активісти економічного бойкоту російських товарів намалювали на вікнах відділень російських банків прапори Російської Федерації і написали: «Не фінансуйте окупантів», «ПТН ХЛО» та інше. Таким чином, заявили активісти, вони виконали рішення міської ради про маркування продукції російського походження[408].
- 18 січня 2015 року у Києві на Марші миру в пам'ять загиблих в результаті обстрілу бойовиками автобуса під Волновахою був розгорнутий транспарант з відомим висловлюванням про Путіна (дивись на фото).
- 15 березня 2015 року у Києві активісти «Автомайдану» встановили перед будівлею посольства Російської Федерації надгробок Путіну («Ху#ло В. В.») і заспівали знамениту в Україні та світі пісню про нього[409].
- 4 травня 2015 року розпочалася акція протесту в Криму проти російської окупації, яка організована користувачами соцмереж. Активісти пишуть на рублях проукраїнські гасла «Слава Україні», «Путін ху … ло», «Поверніть Крим» і «Слава нації»[410].

У Росії
- 30 квітня 2014 року в Москві на Красній площі був затриманий одинокий пікетник, який тримав у руках плакат з написом «ху … ло». Поліція порахувала, що пікетник образив президента Володимира Путіна. Пікетник доставлений до найближчого відділення поліції, де на нього було складено протокол та порушено кримінальну справу за статтею «образа президента». На заяву затриманого, що він не писав ніяких прізвищ, черговий поліціянт чітко відповів: «Усім і так прекрасно відомо, хто у нас хуйло!»[411].
- 6 липня на Манежній площі Москви було затримано дев'ятьох учасників акції протесту в рамках «Стратегії-6» (проводиться 6 числа кожного місяця на підтримку політв'язнів). Учасники акції тримали розтяжку зі словами «Свободу політв'язням!» і підспівували популярну в Україні «Пісню про Путіна»[89]. Відео з «Піснею про Путіна» на тлі Московського Кремля, опубліковане в YouTube журналістом інтернет-видання «Грани.ру» Дмитром Зиковим, переглянули вже понад 1 мільйон 260 тисяч разів (29.12.2014)[11].
- 27 липня в Москві поліція затримала учасників акції «Ми з тобою, Україно». Тоді інтелігентна літня жінка сказала знамениту фразу: «Вот теперь я буду материться: Путин-ху#ло»[348][412].
- 21 вересня на Марші миру в Москві росіяни заспівали пісню «Путін — хуйло»[413][414].
- 4 листопада 2014 року під час «Російського Маршу» в Москві (Любліно[ru]) російськими націоналістами були виконані футбольні антипутінські кричалки, зокрема «Путін — хуйло»[415].
- 6 листопада Люблінський райсуд Москви оштрафував на 1 тисячу рублів (близько 290 гривень) 14 із 18 затриманих у вівторок учасників «російського маршу» націоналістів. Активістів визнали винними в дрібному хуліганстві, а саме у нецензурній лайці в громадському місці. Згідно з повідомленнями російських ЗМІ, оштрафовані під час маршу співали відому нецензурну пісеньку про президента Росії Володимира Путіна[416][417].
- 15 січня 2015 року під час мітингу опозиції «За чесну владу» (Марсове поле, Санкт-Петербург) відомий російський актор, співак і композитор Михайло Новицький заспівав «пісню про Путіна»[61][62][418].

- 27 липня 2019 року на несанкціонованому мітингу в Москві «За чесні вибори» на підтримку незалежних кандидатів, що не були зареєстровані на вибори депутатів Московської міської думи, учасники скандували «Путін — хуйло!». За даними МВД РФ, з 3500 учасників мітингу(насправді їх було більше), поліція арештувала принаймні 1074 особи, в тому числі близько 25 неповнолітніх[419].

В інших країнах

Акція протесту в Тбілісі, 26.08.14

- 18 червня у Лісабоні, Португалія була проведена акція «ПТН X̆ЛО» за ініціативою Спілки Українців у Португалії[80].
- 20 червня 2014 року, Рим, Італія, акція під посольством РФ[81][82].
- 25 червня у Празі небайдужі чехи разом з українцями пройшлися пішою ходою від будівлі чеського уряду до посольства Росії у Чехії. Кілька десятків людей з українською символікою та плакатами на кшталт «Зупиніть Путіна, збережіть демократію», закликали чеську владу не бути байдужими до подій в Україні. Біля посольства Росії люди вшанували хвилиною мовчання пам'ять загиблих в Україні, вигукували «Ганьба!», називали президента Росії вбивцею і скандували відому кричалку про Путіна[83].
- 26 вересня на підтримку української ініціативи Putin khuylo Worldwide на Європейській площі у Тбілісі (Грузія) пройшла акція протесту проти Володимира Путіна та його політики щодо України. Учасники багаторазово скандували «Путін — Хуйло» і співали популярну однойменну пісню. Активісти принесли з собою прапори України та Грузії, а також торт з «зверненням» до російського президента[420].
- 17 жовтня під час переговорів Порошенко з Путіним у Мілані представники української діаспори в Італії продавали футболки з написом «ПТН-ХЛО la-la-la-la…». Футболок було продано на суму кілька тисяч євро, а гроші відправлені в зону АТО[421].
- 15 листопада 2014 року традиційна пісня «Путін — хуйло» була виконана на Австралійському саміті G-20, що проходив у місті Брисбен[308].
- 27 січня 2015 року молдавський громадський активіст Михайло Багас отримав документальне підтвердження молдовськими поліціянтами, що «Путін — Хуйло». Текст протоколу: «Михайло Багас, певного числа, на певній вулиці, на автомобілі „Хонда“ з державними номерами, використовував засіб для посилення голосу, через який вигукував: Путін Хуйло». Далі, відповідно до протоколу: записано правильно. Дата. Підпис[317].

### Спорт
Футбол
У 2014 році «Пісня футбольних фанатів» стала невіддільною частиною культурного життя футбольних уболівальників. Цю «пісню» можна було почути не тільки на Чемпіонаті України з футболу, але й на Чемпіонаті світу, Лізі чемпіонів УЄФА, Лізі Європи УЄФА та Чемпіонаті Європи.
Чемпіонат України з футболу 2013—2014
| Дата       | Матч                                     | Місце проведення                                      | Примітки |
| ---------- | ---------------------------------------- | ----------------------------------------------------- | --- |
| 30 березня | «Шахтар» — «Металіст»                    | Харків                                                | Пісня виконана на «Спільному Марші» фанатів |
| 6 квітня   | «Металіст» — «Динамо»                    | Київ. Національний спортивний комплекс «Олімпійський» | Під час матчу молодий чоловік у масці Путіна танцював під пісню фанатів                                                                                       |
| 12 квітня  | «Динамо» (Київ) — «Карпати» (Львів)      | Львів. Стадіон «Україна»                              | Під час «Спільного Маршу» та під час матчу |
| 12 квітня  | «Ворскла» (Полтава) — «Шахтар» (Донецьк) | Полтава. Стадіон «Ворскла»                            | Під час «Спільного Маршу» |
| 12 квітня  | «Десна» (Чернігів) — «Суми»              | Чернігів. Стадіон ім. Ю.Гагаріна                      | Під час ходи чернігівських фанатів |
| 16 квітня  | «Динамо» (Київ) — «Шахтар»               | Київ. Національний спортивний комплекс «Олімпійський» | Під час матчу |
| 27 квітня  | «Металіст» — «Дніпро»                    | Харків. Стадіон: ОСК «Металіст»                       | Під час «Спільного Маршу» |
| 27 липня   | «Динамо» (Київ) — «Ворскла» (Полтава)    | Київ. Національний спортивний комплекс «Олімпійський» | Під час матчу |
| 14 вересня | Вручення срібних медалей сезону-2013/14  | Дніпропетровськ                                       | Нападник «Дніпра» Роман Зозуля, обернувшись прапором України, заспівав разом з глядачами популярну серед фанатів «пісню про Путіна»                           |
| 5 жовтня   | «Зірка» — «Олександрія»                  | Кропивницький                                         | Під час матчу на стадіоні з'явився молодий чоловік у масці Володимира Путіна, який зробив коло навколо стадіону і повернувся до фан-сектора під звуки «Пісні» |

Чемпіонат світу з футболу 2014, Бразилія
- 22 червня коментатор «Першого національного» Андрій Столярчук не стримав емоцій під час матчу другого туру Чемпіонаті світу з футболу 2014 між збірними Бельгії та Росії (1:0). На 88-й хвилині, коли «Червоні дияволи» забили переможний гол у ворота росіян, Столярчук заспівав другу частину народного хіта:

|  | Дівок Оріджі робить щасливою Бельгію і Україну. Ну що Україна, ти готова? Тоді можна заспівати українську народну: ла-ла-ла-ла ... |

Пісню українського коментатора про Путіна на YouTube подивилися вже понад півмільйона разів..
Про свій емоційний коментар матчу Бельгія — Росія Андрій Столярчук сказав таке:
|  | І я можу лише сказати, що ні про єдине слово, сказане в ефірі, я не шкодую. Щобільше, знаючи скільки бруду критики зараз виливається на мене, якби мене запитали, хотів би я повернути час назад на два дні, я б не погодився. Я сказав те, що я думаю. Я впевнений, що багато людей теж поділяють цю точку зору. |

28 червня спецкор Громадського телебачення Володимир Мула опублікував у YouTube відеорепортаж із бразильського мундіалю, де футбольні фани з США співали «Путін — хуйло».
Ліга чемпіонів УЄФА 2014—2015
16 липня 2014 року на матчі 2-го кваліфікаційного раунду Лігі чемпіонів УЄФА проти «Актобе» (Казахстан) уболівальники тбіліського «Динамо» заспівали відомий хіт про президента Росії Володимира Путіна.
Ліга Європи УЄФА 2014—2015
- 24 липня 2014 року на матчі Лігі Європи УЄФА 2014—2015 між футбольними клубами «Зімбру» (Кишинів) та ЦСКА (Софія) кишинівські фани співали «Путін — хуйло!»[439][440].
- 7 серпня 2014 року на матчі третього кваліфікаційного раунду Лігі Європи УЄФА між футбольними клубами «Чіхура» (Сачхере, Грузія) і «Нефтчі» (Баку, Азербайджан) грузинські вболівальники розгорнули банер «Путін — хуйло» і заспівали «пісню про Путіна»[49].
- 26 лютого 2015 року під час матчу 1/16 фіналу Лігі Європи УЄФА між футбольними клубами «Динамо» (Київ) та «Генгам» (Бретань, Франція) на «Олімпійському» російський телеканал «НТВ+ Спорт-Плюс» спеціально вимкнув оригінальний звук зі стадіону, щоб російські глядачі не змогли почути популярну у футбольних (і не тільки) колах пісню про Путіна[441].
- 19 березня 2015 року під час матчу 1/8 фіналу Лігі Європи УЄФА між футбольними клубами «Динамо» (Київ) та «Евертон» (Ліверпуль, Англія) на «Олімпійському» українські вболівальники заспівали «Пісню про Путіна»[442]. У цьому матчі українці перемогли англійців з рахунком 5:2[443].

Чемпіонат Європи з футболу 2016
- 9 жовтня 2014 з'явилося відео, як весь стадіон на матчі Білорусь — Україна (відбірковий матч до Євро-2016, Борисов) співає «Путін — х*йло»[444][445][446]. Близько сотні уболівальників, що скандували кричалку, були затримані відразу після закінчення матчу співробітниками комітету державної безпеки Білорусі[447][448][335][449]. Перший заступник керівника фракції ЛДПР у Держдумі Олексій Діденко звернувся з відкритим листом до президента Союзу європейських футбольних асоціацій (УЄФА) Мішеля Платіні, де вимагав розібратися в поведінці українських фанів на футбольному матчі Білорусь — Україна й оштрафувати Україну на 800 тис. євро за «пісню про Путіна»[450].
- 10 жовтня в YouTube з'явилося відео, де на відбірковому матчі Литва — Естонія до Євро-2016 у Вільнюсі литовські вболівальники заспівали «Пісню про російського президента»[45][451].
- 12 жовтня під час відбіркового матчу Чемпіонату Європи з футболу 2016 року між збірними Македонії та України на «Арені Львів» вболівальники заспівали відому приспівку[452].
- 15 листопада під час відбіркового матчу Чемпіонату Європи з футболу 2016 року між збірними Люксембургу та України наприкінці матчу вболівальники Люксембургу заспівали пісню про Путіна, за що українці їм аплодували, водночас українські фанати співали її кілька разів під час матчу[453][454].

Баскетбол
Євроліга 2013—2014
6 листопада 2014 року вболівальники литовського баскетбольного клубу «Жальгіріс» (Каунас) під час матчу з російським УНІКС (Казань) на Євролізі 2013-14 скандували «Путін — хуйло». У цьому матчі росіяни програли з рахунком 77:71.
Регбі
Кубок європейських націй 2015
17 березня 2015 року до футбольних і баскетбольних фанів приєдналися грузинські вболівальники регбі, яки скандували відому кричалку на матчі Грузія-Росія на стадіоні імені Михайла Месхі (Тбілісі). У цьому матчі росіяни програли з рекордним рахунком 46:0.
Бокс
бій за титул чемпіона WBO
18 квітня 2015 року під час бою за титул інтерконтинентального чемпіона WBO в Києві між  українським боксером Олександром Усиком та росіянином Андрієм Князєвим весь зал скандував відому приспівку[джерело?]. У цьому бою український боксер переміг росіянина у 8 раунді технічним нокаутом. Бій Усика з Князєвим став найбільш рейтинговою спортивною подією в Україні від початку року — його аудиторія склала 3,6 млн телеглядачів.

### Транспорт
- 7 березня 2014 року телеканал ТВі у своєму Facebook виклав фото білборда «ПТН ПНХ», розташованого на трасі Київ-Бориспіль[114][115]. Детальніше дивіться тут.
- 3 вересня глава МВС України Арсен Аваков повідомив що на автодорозі між містом Новоазовськ, захопленим російськими окупантами, та пунктом пропуску «Новоазовськ», з'явився величезний напис «Путін — Хуйло», який видно із супутника.[458][459][460].
- 30 листопада в аеропорту «Бориспіль» у Києві кілька співробітників розмалювали літак «Аерофлоту», який збирався відлітати до Росії, матірною кричалкою про Путіна. Малювавших затримала служба безпеки аеропорту. Напис намагалися затерти, але зробити це повністю не встигли, так що літак відбув до місця призначення з частиною відомої кричалки «Путін — … йло»[461][462].

У зовнішній рекламі на транспортних шляхах
- Починаючи з червня 2014 року білборди з «народним мемом» з'явилися на дорогах у Мукачевому[463][464] й Кропивницькому[465][466]. Пізніше вони з'явилися в Луцьку[467][468] та Житомирі[469].
- 12 травня 2015 року у мережі поширили скандальну світлину з Ялти, на якій видно, що на одному з гаражів містечка на південному березі окупованого півострова написані класичні «ПТН ПНХ». Цікаво, що окупанти надпис не лише не видалили, а й «охороняли» місцевими поліцаями. Поруч із нею вони збирали побори на дорозі[470].

### У зоні АТО
Починаючи з травня 2014 року «Пісня про Путина», що класифікується філологами[якими?] як «неологізм, пов'язаний з війною», активно використовується під час Війни на сході України (зона АТО) як серед бійців АТО, так і серед цивільних мешканців окупованих територій. Так, «Пісню про Путіна» в українській армії і добровольчих формуваннях часто використовують як покарання для полонених сепаратистів. Помічник міністра оборони й радник президента України Юрій Бірюков описував життя в АТО таким чином: «Тут ранок починається з гімну (України), пісні „Путін-Хуйло“, а потім — „Воїни світла“».

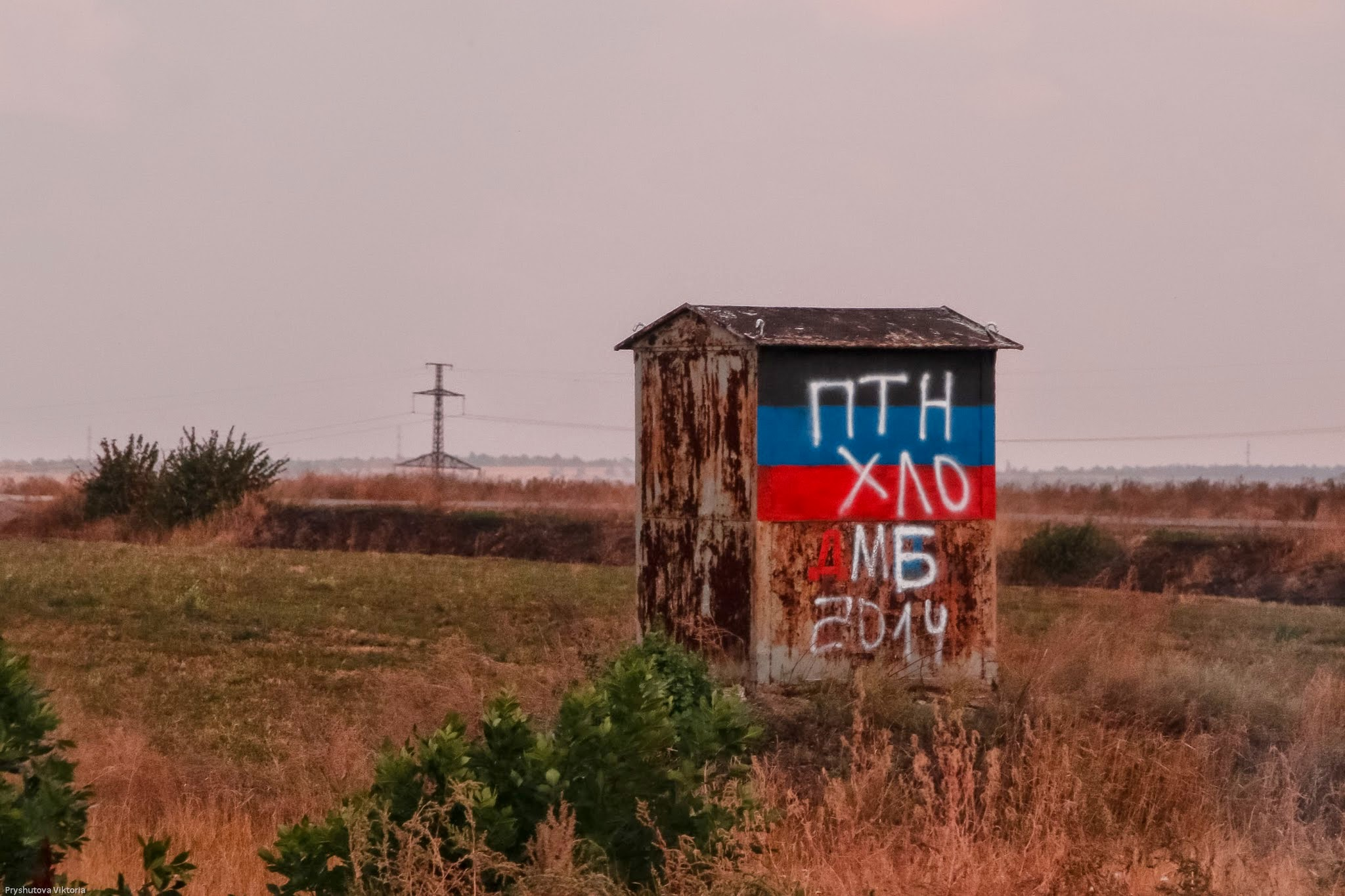
Напис «ПТН-ХЛО» на прапорі ДНР, Дебальцеве, Донеччина

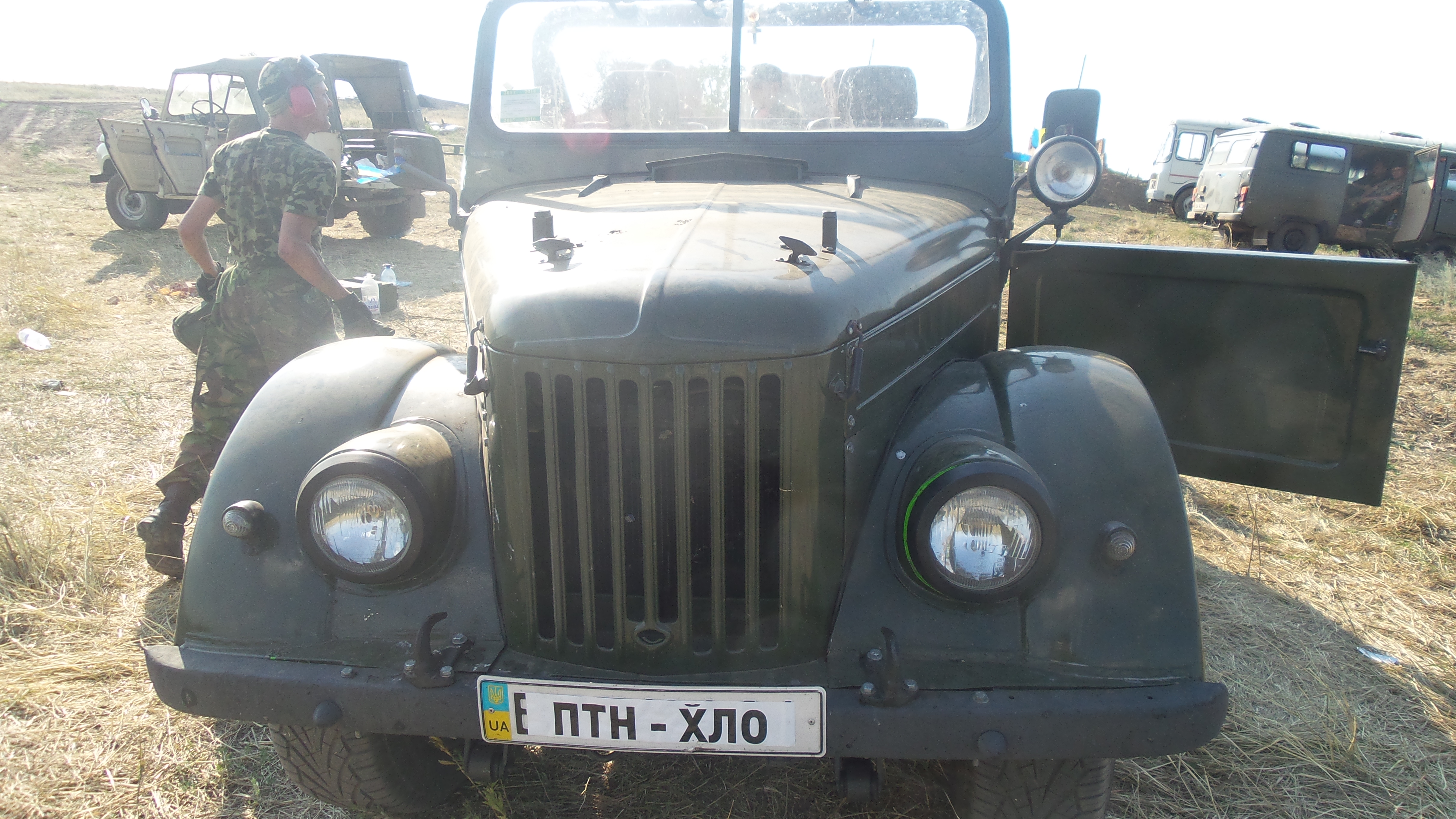
Батальйон «Айдар», машина з написом «ПТН-X̆ЛО»

- 6 травня 2014 року в YouTube з'явилося відео, де Правий сектор співає хіт про Путіна[475].
- 8 липня у YouTube з'явилося відео, де військовослужбовці в зоні АТО, у Слов'янську, привітали міністра МВС Авакова відомою кричалкою[476].
- 29 липня у YouTube з'явилося відео, де напис «Путін Хуйло. Ла-ла-ла» разом з портретом Путіна використовується бійцями АТО як мішень для навчання стрільбі[477].
- 26 серпня в YouTube на каналі «Видео Новости Одессы» з'явилося відео, де вояки одеського спецпідрозділу Національної Гвардії України із зони АТО прикривають своє заднє місце словами пісні «Путін — Хуйло!»[478].
- 27 серпня в YouTube з'явилося відео з Миколаївського військово-морського госпіталю, де лікуються бійці, які отримали поранення в АТО і ветерани ВДВ. На цьому відео бійці скандують «Путін — хуйло»[479][480].
- 29 серпня український портал «Таємна Січ» опублікував у YouTube як «Військові АТО пишуть листа Путіну» з постскриптумом  — «Ла-ла-ла-ла…»[481].
- 18 листопада у YouTube з'явилося відео, де «кіборги» з АТО, під'єднавшись на радіоканал сепаратистів, голосом Юрія Левітана повідомили російською мовою, що «всем чеченам, москалям и прочей п*здоте собраться не далее как завтра утром на Красной Площади возле Кремля. Вас ждет маленькое Хуйло-Путин»[482].
- У березні 2015 у місті Антрацит Луганської області, захопленим «козаками», найманцями та російськими військовими з'явилися синьо-жовті та червоно-чорні графіті проти «ЛНР» і «Новоросії», серед яких виділяються кричалки футбольних ультрас на тему «Путін — ху * ло»[483].

### Медіа та комп'ютерні ігри
Кіно
- 14 жовтня 2014 року в YouTube з'явився гумористичність короткометражний фільм «Х@йло из будущего. Приключения Путина в Новороссии»[484].
- 21 грудня 2014 року під час телепередачі ПроФутбол на телеканалі 2+2 був представлений документальний фільм «Ла-ла-ла-ла» про футбольний фанатський рух в Україні, де згадується приспівка «Путін — хуйло»[485][486].

Анімація
Напис «PUTIN-HUYLO» з'явився у підробленій заставці культового мультсеріалу «Сімпсони», найдовшого анімаційного серіалу в історії американського телебачення. На початку перед школою Спрінгфілда з'явився стенд з голим Путіним на коні й написом «Верхова їзда в Криму» англійською мовою, а Барт Сімпсон, який на початку кожного епізоду пише щось на дошці багато разів поспіль, цього разу написав «PUTIN-HUYLO». Пізніше фейковість відео підтвердила телекомпанія «Фокс».
Радіо
В ефірі радіостанції «Люкс ФМ» тепер щогодини лунають «короткі репризи-жарти на тему про Росію та її керівництво, записані на музику відомої футбольної кричалки»..
Інтернет
- 12 квітня 2014 року користувачі інтернету створили плаґін для веббраузера Google Chrome, який автоматично замінює на сторінках, що переглядаються, всі слова «Путін» на слово «Хуйло» у відповідних відмінках[489][490][491]. 25 червня 2014 року подібний плаґін був створений для веббраузера Mozilla Firefox[492], який отримав назву Хуйлофікатор. 17 жовтня 2015 року був створений додаток (плаґін) для WordPress, який автоматично замінює в постах та заголовках прізвище «Putin» на слово «khuilo»[493]
- На сайті інтернет-фольклору «Енциклопедія Драматика» та у словнику сленгу «Мислово» є статті, присвячені цій пісні[494]. Дивись також «Путін — хуйло» в Луркомор'ї[495], Questpedia[496] та Циклопедіі[497].
- У інтернет-магазинах, зокрема у відомому американському Zazzle[en], з'являються пропозиції про продаж футболок із написом «Putin Huylo»[498]. Майка «PUTIN HUILO la-la-la» на Amazon.com[499].
- Музична пошукова система OLOLO.fm пропонує пісні на цю тему:[500].
- Російський вебсайт «Русский Єврей» в статті про те, як Путін без бою здає Китаю Сибір, називає Володимира Путіна «Хуйло» і «Володимир Залупін», а Дмитра Медведєва — «Дмитром Ебанёвим». Президент державної нафтової компанії «Роснафта» Ігор Сечин був названий «Ігорем Сучіним»[501].
- У грудні 2014 «українські кібервійська» почали операцію із захоплення мережевих принтерів на Донбасі й у Криму. «Якщо ваш принтер друкує „Путін-х * йло!“, „Слава Україні!“ та інші цікаві написи, то знайте, що він під нашим контролем», — зазначають хакери[502]
- Співзасновник Вікіпедії Джиммі Вейлз, який відвідав Україну як гість конференції YES — 2014, на питання про мем і його висвітлення на Вікіпедії відповів:

|  | Це, звичайно, не завдання Вікіпедії давати визначення Путіну — хуйло він чи ні. Але якщо це поширений вислів, що гуляє інтернетом, використовується на плакатах, тоді це частина певного культурного обігу і ми маємо пояснити, звідки виникла ця фраза і хто її поширив. |

У вересні 2015 року поліція Курська порушила проти місцевого лівого активіста Сергія Лаврова, модератора ВК-спільноти «Путін — ху * ло в квадраті», справу про образу глави держави. Пост, опублікований в цьому інтернет-співтоваристві 8 серпня 2014, свідчив:
|  | Путин, ты зае*ал со своими дружками олигархами. Мы, свободные граждане России, говорим тебе: иди на х*й. Кто хочет послать Путина на х*й - ставьте здесь лайк(рос.). |

Комп'ютерні ігри
- На тему мему «Путін — Хуйло» з'явилися комп'ютерні ігри[505].
- Відомий фанатський хіт «Путін — х..ло» з'явився в офіційній комп'ютерній грі «FIFA-2014». Зокрема, приспів «ла-ла-ла-ла» з'являється по два рази в кожному таймі офіційної версії гри для iPad[506][507].

### Кулінарія та алкогольні напої
- Торт із гаслом презентували 20 червня російському консульству у Вінніпезі (Канада). Подію було перекручено в російській телепрограмі «Вєсті», мовляв, подарунок з лайливим написом призначався російським дітям[508].
- Львівські кондитери виготовляють Путіна з молочного шоколаду в тюремному вбранні та в гамівній сорочці, називається десерт «ПТН ПНХ»[509].
- Львівські кондитери виготовили 50 кілограмів цукерок «Путін — Ла-ла-ла» для учасників АТО[510].
- У магазинах Одеси з'явився кримський коньяк із назвою «Крымский отобранный Путин х…о». Датою розливу напою зазначено 16.03.2014 — дата так званого кримського «референдуму».[511][512].
- Пиво типу ель із назвою «Putin Huilo[pl]» випустила львівська пивоварня «Театр пива»[513]. Напій здобув одну із бронзових медалей міжнародного конкурсу «World Beer Idol»[514].

### Народна творчість
Музика
- 20 квітня 2014 року у Львові вуличний музикант на піаніно грав «народний шлягер», а перехожі його підтримали[515].
- 13 червня вуличний музикант у Києві, пісня «Путін-Хуйло» на тему «Ой-йо», «Чайф»[516].
- 19 червня Путін-Хуйло на мотив танго (акордеон)[517].
- 20 червня в YouTube з'явилася пісня російською мовою під назвою «Национал-предатель» зі словами «Ты стал национал-предателем, когда крикнул „Путин-Хуйло“…»[518].

Вірші
- 15 червня 2014 російський поет Ігор Іртеньєв, один з найвидніших представників іронічного напряму в сучасній російській поезії[519], написав:

| | \| Да чтобы челюсти свело Тому, кто распевает это. Наш Путин вовсе не ху.ло. Он весь дитя добра и света. И мне, как патриоту, в лом, Да и обидно за державу, Когда его кругом ху.лом Налево кличут и направо. Возводят на него хулу – Страны кормилу и поилу, А ведь не каждому ху.лу Такое вытерпеть под силу. Да кто доверил бы ху.ле, Когда бы не было в том прока, Сидеть безвылазно в Кремле Уж почитай четыре срока? Дай бог, чтоб дальше нас вела, Преграды огибая ловко, Рука железная ху.ла И мудрая боеголовка[520][521]. \| |
| Да чтобы челюсти свело Тому, кто распевает это. Наш Путин вовсе не ху.ло. Он весь дитя добра и света. И мне, как патриоту, в лом, Да и обидно за державу, Когда его кругом ху.лом Налево кличут и направо. Возводят на него хулу – Страны кормилу и поилу, А ведь не каждому ху.лу Такое вытерпеть под силу. Да кто доверил бы ху.ле, Когда бы не было в том прока, Сидеть безвылазно в Кремле Уж почитай четыре срока? Дай бог, чтоб дальше нас вела, Преграды огибая ловко, Рука железная ху.ла И мудрая боеголовка. | |

- 3 липня 2014 українська поетеса Надія Таршин опублікувала вірш «Росіяни, хто при пам'яті, зупиніть своє ху…ло…».[522].
- 18 листопада, вірш Оксани Моісеєнко «Домой! На родину! Скорее! Пока, Австралия, Брисбен…»[523]
- 19 листопада у Мережі з'явився вірш «Як тобі, Путін, спиться?», який написала 15-річна школярка-патріотка Яна зі Слов'янська[524][525] зі словами:

| | \| Как крупно тебе повезло: Имеешь ты бренд свой - «Хуйло»! Ты береги его, Вова, Точней не найти к тебе слова. \| |
| Как крупно тебе повезло: Имеешь ты бренд свой - «Хуйло»! Ты береги его, Вова, Точней не найти к тебе слова. | |

- Вірш «Мирний план» російського письменника Юрія Нестеренка від 23 липня.

| | \| Все холуи Хуйла и Хама-вора Пусть захлебнутся собственной войной Пускай получат тот лишь мир - и скоро! - Который заслужили: мир иной[526]. \| |
| Все холуи Хуйла и Хама-вора Пусть захлебнутся собственной войной Пускай получат тот лишь мир - и скоро! - Который заслужили: мир иной. | |

- Вірш на тему знищення «незаконно завезених» українських курчат[527]|                                                                                                                                    | \| Хунта Кремля — как Совет Подлецов Бросила в печку полсотни птенцов! В мире не видел я большего зла Нету границ у паскудства Хуйла![528] \| |
| Хунта Кремля — как Совет Подлецов Бросила в печку полсотни птенцов! В мире не видел я большего зла Нету границ у паскудства Хуйла! | |
- Вірш «Дума про Хуйло»[529][530].
- Вірш «Думи про Хуйло», автор — Цибуля[531].
- Вірші на тему «Путін — хуйло» від putinhuylo.info[532][533].
- Вірш про ДНР, ЛНР і ПТН ХЛО, Володимир Андреєв, Львів[534].
- 15 лютого 2015 року, вірш «Розповідь про путіна»[535].
- Вірші на вебсайті координаційного центру волонтерів Олександрії[536].

Дивись також:
| | \| Я вижу, прорусское быдло В мой дом войну принесло. И если один крикнет: «Путин»! Миллионы ответят: «Хуйло»! [537] \| |
| Я вижу, прорусское быдло В мой дом войну принесло. И если один крикнет: «Путин»! Миллионы ответят: «Хуйло»! | |

|                                                                                                  | \| Хуйла нехай паралізує Хай очі відбере йому Нехай не зможе сцяти х...ем За те що роз'вязав війну![538] \| |
| Хуйла нехай паралізує Хай очі відбере йому Нехай не зможе сцяти х...ем За те що роз'вязав війну! | |

| | \| Для ВВП каким-то грустным выдался конец, В историю войдет не собиратель, не отец. Не самодержец, не старец… …хуйло. В том слове весь его венец.[539] \| |
| Для ВВП каким-то грустным выдался конец, В историю войдет не собиратель, не отец. Не самодержец, не старец… …хуйло. В том слове весь его венец. | |

#### Анекдоти
| | \| Новини Росії: „Указом президента Росії заборонено вголос вимовляти прізвище президента, щоб не викликати цілком логічну смислову асоціацію“. \| |
| Новини Росії: „Указом президента Росії заборонено вголос вимовляти прізвище президента, щоб не викликати цілком логічну смислову асоціацію“. | |

| | \| УЕФА заведет дело по поводу распевания украинскими болельщиками на стадионах мега-хита «Путин – Хуйло! Ла-да-да!» Будет проведено расследование: хуйло ли Путин? Проведут экспертизы, опросят общественное мнение...[540] \| |
| УЕФА заведет дело по поводу распевания украинскими болельщиками на стадионах мега-хита «Путин – Хуйло! Ла-да-да!» Будет проведено расследование: хуйло ли Путин? Проведут экспертизы, опросят общественное мнение... | |

| | \| - За якою статею заборонили казати, що наш президент - x*йло? - Це ж розголошення державної таємниці![541]. \| |
| - За якою статею заборонили казати, що наш президент - x*йло? - Це ж розголошення державної таємниці!. | |

|                                                                                  | \| "Єдіная Рассія" провела марш на підтримку Путіна, скандуючи: "Путін - не хуйло!" \| |
| "Єдіная Рассія" провела марш на підтримку Путіна, скандуючи: "Путін - не хуйло!" |                                                                                        |

| | \| Держдума постановила слово "хуйло" писати з великої літери з поваги до Президента-Головнокомандумача рос.армії \| |
| Держдума постановила слово "хуйло" писати з великої літери з поваги до Президента-Головнокомандумача рос.армії | |

|                                                                            | \| Путін - хуйло? Відкрили Америку. Я це понад 30 років знаю. Людмила Путіна.[542] \| |
| Путін - хуйло? Відкрили Америку. Я це понад 30 років знаю. Людмила Путіна. |                                                                                       |

#### Інше
Релігія

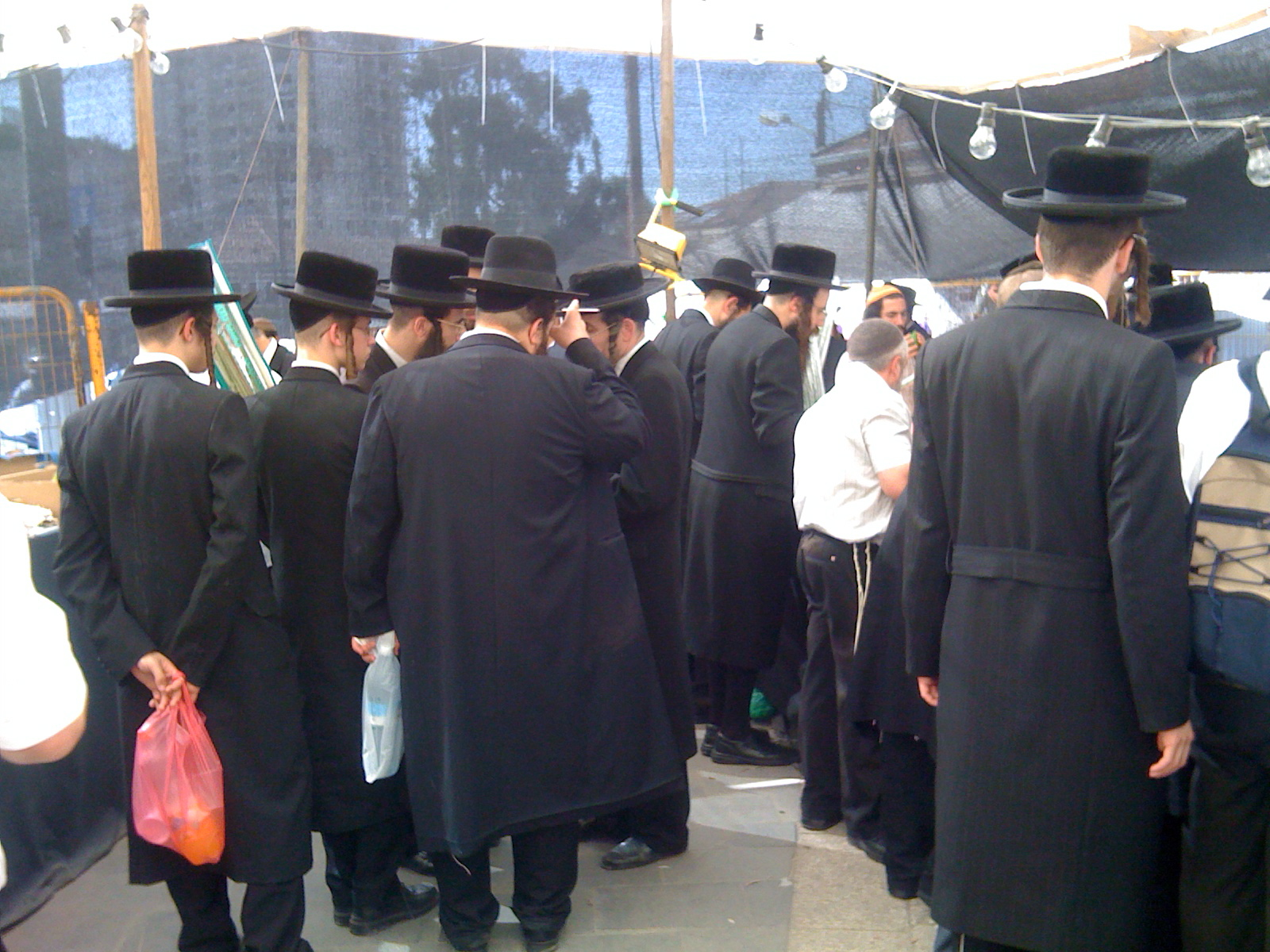

24 серпня 2014 року хасиди, що приїхали до Умані для святкування 5775-го єврейського Нового Року Рош Гашана під час масових зібрань в ангарі, де розташована могила цадика Нахмана, помолилися за мир в Україні й засудили тероризм. У центрі міста вони виставили ящики для пожертвувань і стали збирати гроші на потреби української армії, яка воює на Донбасі. Не оминули своєю увагою паломники й агресора № 1, влаштувавши танці під український хіт про Володимира Путіна.
Путін в образі царя Ірода став також трендом Різдва 2015 року в Україні. Так, 7 січня в Полтаві під час Різдвяного вертепу «Ірод-Хутін» (синтез слів «Хуйло» і «Путін») всіляко намагався зіпсувати свято і знищити маленького Христа, але йому це не вдалося. Ангели перемогли темну силу і вигнали Хутіна.
Карикатури
- Французький сатиричний журнал «Шарлі Ебдо» у березні 2015 року опублікував карикатуру на Путіна, у якого фалос та голова були поміняні місцями[546][547]
- Карикатури з інтернет-видання «Прикол Новини»[548][549].
- Карикатури з інтернет-видання putinhuylo.info[550].

У світі тварин
Народний мем поширився не лише у сфери людського життя, а й серед тварин. Так, у січні 2015 року Інтернет підірвав «папуга-бандерівець», який співав «Пісню про Путіна» та собака, яка гавкотом реагує на народний хіт про Путіна.
У будівництві
У Києві на одному з новобудов у Голосіївському районі будівельники виклали цеглою напис «Путін Ху * ло».
Листи
- Лист Путіну від Черкаських козаків із використанням «Ла-ла-ла…»[554].
- Росіянам, які начепили у себе в машині смугасту «стрічку терористів», мешканці Батумі повішали на «двірники» презервативи й записку:|                                                                                                                                                                                                                                | \| Якщо ти не знімеш з машини цю хвойдівську стрічку - цей символ російського імперіалізму й шовінізму, - то наступного разу замість презервативу буде цеглина. Воруши мізками, думай, де знаходишся. І до того-ж, Путін — хуйло![555] \| |
| Якщо ти не знімеш з машини цю хвойдівську стрічку - цей символ російського імперіалізму й шовінізму, - то наступного разу замість презервативу буде цеглина. Воруши мізками, думай, де знаходишся. І до того-ж, Путін — хуйло! | |

### У літературі
- Макс Кідрук, «Зазирни у мої сни»[556]
- Руслан Горовий, «Казки на ніч»[557]

## «Путін—хуйло!» як культурний феномен

### В інформаційному середовищі

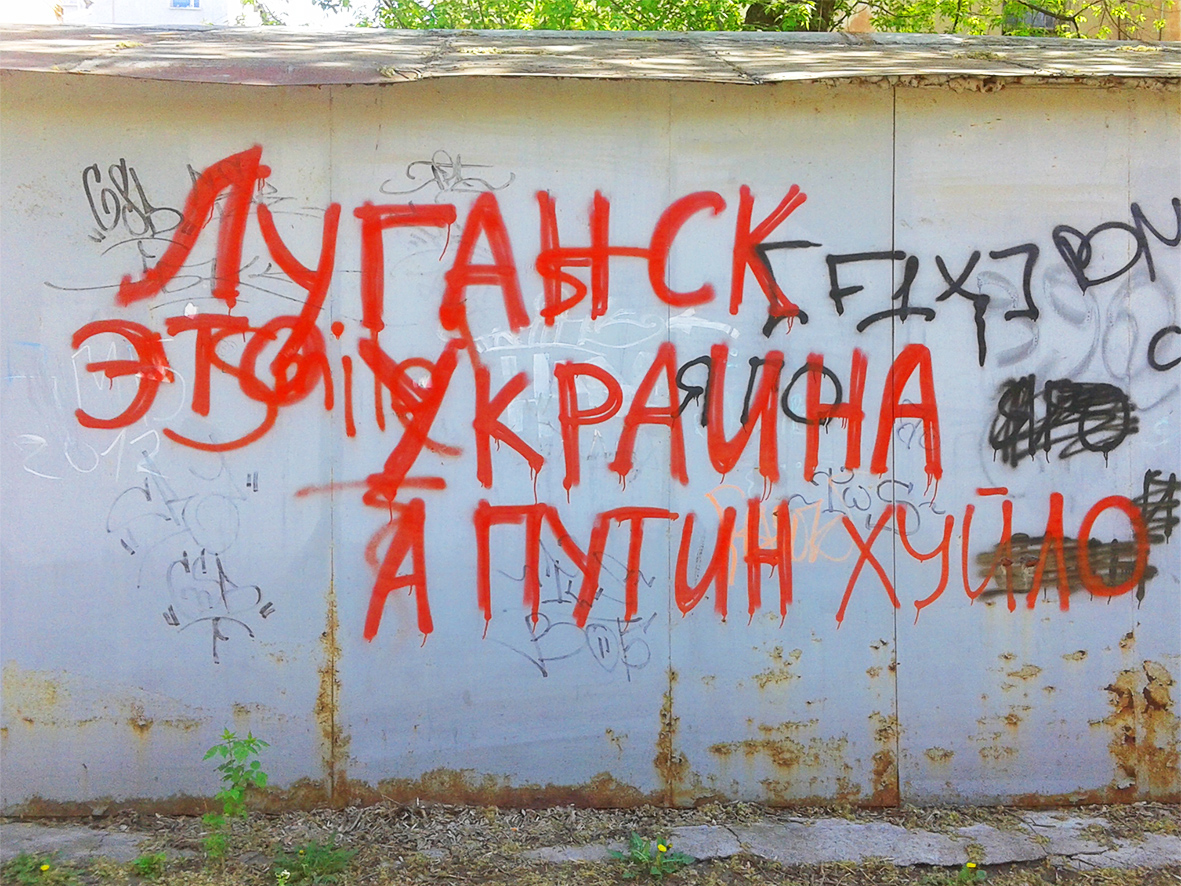
Напис у Луганську

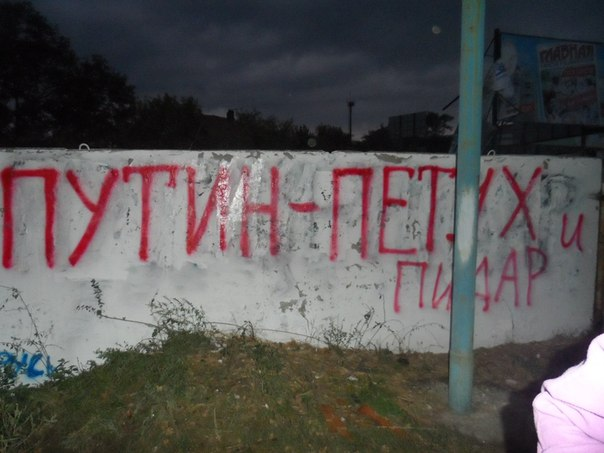
Напис у Мелітополі

Поширення цього мема в Україні корелює з результатами соцопитування, проведеного GfK Ukraine протягом 4-18 вересня 2014 року. На питання про те, які почуття викликає у них Володимир Путін, 41 % респондентів назвали ненависть, 34 % — презирство, 20 % — роздратування. Справедливості заради треба сказати, що деякі українці зізналися, що поважають президента Росії. Щоправда, таких було 6 %, а ще 4 % зізналися в співчутті до Путіна і лише 3 % бояться його. 15 % респондентів досить відкрито повідомили, що абсолютно ніяких почуттів глава Росії у них не викликає.
Раніше, 15 червня, російське видання «Ехо Москви» на своєму сайті провело соцопитування, запитавши у російських читачів чі засуджують вони вчинок Дещиці, який обізвав їхнього президента Путіна. Ствердно відповіли на нього в мережі 19,9 % користувачів, телефоном — 21,7 %. Не засуджують вчинок Дещиці 78,6 % і 78,3 % відповідно. Не змогли відповісти 1,5 %.
Казахська інтернет-газета «Алтин-орда» також відзначає:
|  | Прийнято вважати, що інформаційній війні, що розгорнулася, російські ЗМІ обіграють українські. Але це не зовсім так. Українські журналісти та продюсери телевізійних програм відповідають деколи нестандартно, жорстко, і загалом, вельми переможно. Чергове тому свідчення — цей відеоролик з народною українською піснею «Путін — хуйло». |

Політтехнолог Тарас Березовець зазначив:
|  | Путін і без спеціальної футболки знає, як його люблять називати українці. Переконаний, що він (Путін) – людина, яка «поведена» на манії величі. Звичайно, що це його виводить із рівноваги, і надзвичайно сильно. |

Тему використання пісні як зброї проти пропаганди російських ЗМІ підіймає у своїй творчості київський гурт «Люся».

### Мем у словниках

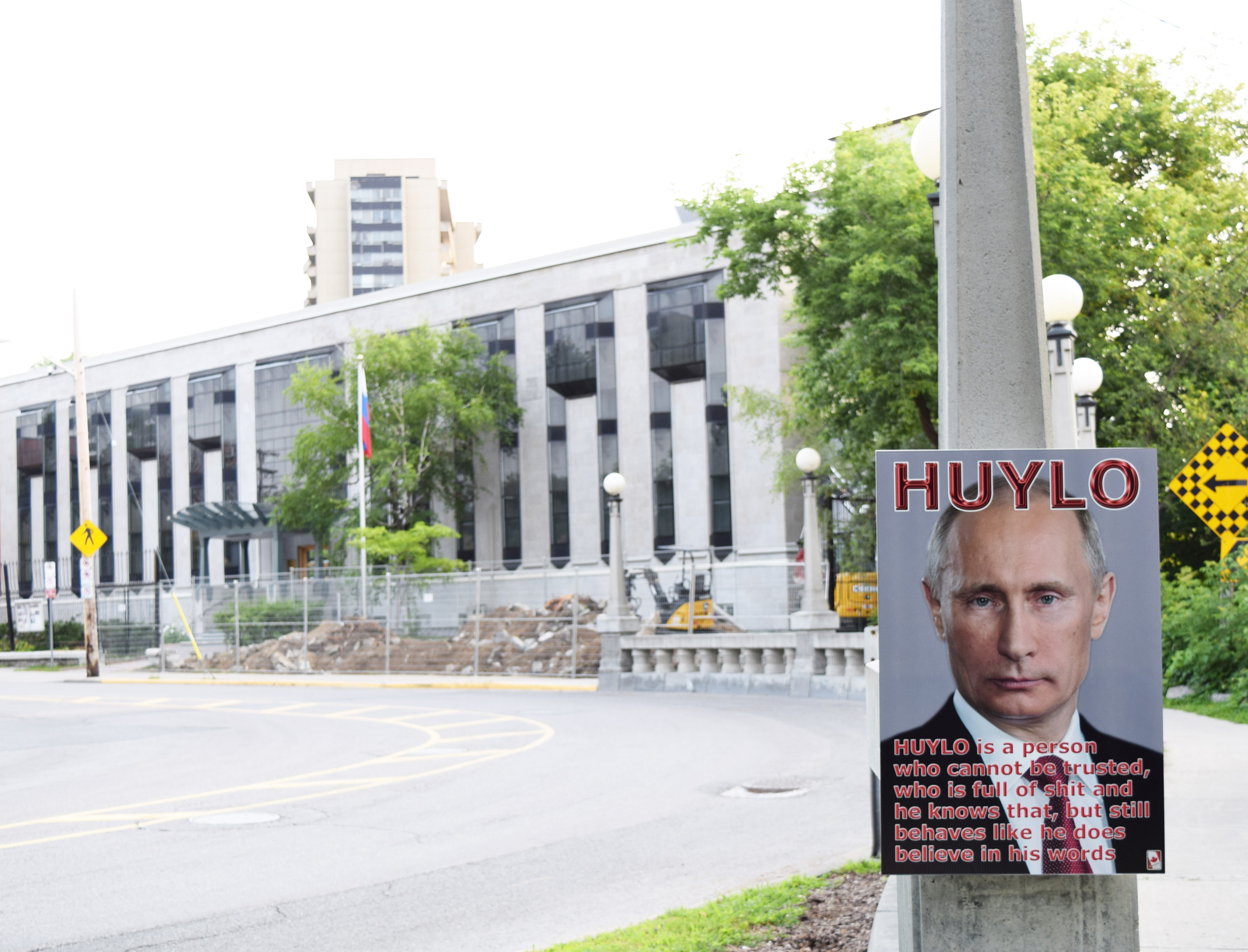
Визначення слова «HUYLO» біля посольства РФ у Канаді (Оттава)

У травні 2014 цей вираз увійшов до Urban Dictionary (відомого онлайн-словника англомовного сленгу) як синонім Володимир Путін з визначенням:

| Людина, якій не можна довіряти, яка вщерть заповнена брехнею і знає про це, але поводиться так, неначе вірить у свої слова. Також синонім для «Володимир Путін».Оригінальний текст (англ.) A person who cant be trusted, who is full of shit and he knows that, but still behaves like he does believe in his words. Also a synonym for «Vladimir Putin». | Цей факт відзначили ЗМІ, наприклад, «Українська правда» та Gazeta.ua в Україні, «Белгазета» в Білорусі.
У липні 2014 року на вулицях у Канаді з'явилися постери з визначенням слова huylo зі словника Urban Dictionary.

### В перекладах
На початку квітня 2014 року зусиллями фанів кишинівського «Зімбру» приспівку «перекладено» румунською мовою як «Putin — poponar!».
Значного міжнародного резонансу вираз набув після його виконання Андрієм Дещицею, через що закордонні ЗМІ зіткнулися з проблемою точного дослівного перекладу її тексту. Бельгійське видання «EurActiv» переклало англійською мовою слово «хуйло» як dickhead (визначення слова дивись тут), водночас британське видання «The Guardian» зазначило, що дане слово також можна перекласти як англ. fucker.
Угорське видання «444» переклало слово «хуйло» як угор. faszfejet, faszfej, французькою у словнику «Dictionnaire de russe argotique et familier» це слово вдалося перекласти як фр. tête de nœud з варіантами «connard», «couillon». В'єтнамська агенція Tuoitre.vn перекладає слово як в'єт. thằng khốn (ублюдок), а іспанська ABC.es як «cabrón» (тупиця). Китайськомовні джерела перекладають вираз схожим чином — 普丁是個傻子 (Путін дурень): Global Times (Пекін), China Times (Тайвань), Lianhe Zaobao (Сінгапур), Nanyang Siang Pau (Малайзія).
У вересні 2014 року журналіст видання НУіНА Михайло Притула спробував коректно перекласти слово «Хуйло» мовою їдиш. У цій мові є слово פּאָץ (поц) — статевий член. У переносному значенні — недалекий чоловік, дурень. Це слово вживається також англійськими й російськими євреями. Знаючи, що англомовній літературі слово «putz» (ст.орган) вжите у ранньому творі Генрі Міллера «Тропік Рака» (1934) та у Стівена Кінга в новелі «Лангольєри» (1990), Притула підсумовує, що «хуйло» відповідає сленгу англійських євреїв «putzing».
У китайській вікіпедії відповідна стаття про описуваного персонажа називається 普京傻屄, що перекладається дослівно як «тупа пизда» або «нерозумна пизда».

### У політичній сатирі
У Болгарії видали книгу в жанрі політичної сатири під назвою «Путін х**ло і золота рибка».

У передмові автор Bacillus Bulgaricus написав: 
Я присвячую цю книгу Борису Нємцову — сміливцю і справжньому російському патріоту, який зважився кинути виклик безжальної диктатури Путіна. R.I.P. Борис!
Блогер Олександр Коваленко, відомий під псевдонімом «Злой Одессит», зауважив, що в той час, коли в Росії Путін «все ще залишається головним об'єктом для писання ікон», то у світі цей персонаж «перейшов в розділ сатири і гумору».

## Реакція та оцінка

### Оцінка мема громадськістю
Політиками
Російський політик Борис Нємцов у переліку цілей, які не досяг Путін, реалізуючи свій проєкт «Новоросія» назвав таке:
|  | (Путін) хотів поваги з боку українського народу, а отримав ворога на довгі роки і "Путін-х***". |

В'ячеслав Мальцев, голова регіонального (Саратовського) відділення партії «Велика Росія» висловився з приводу фрази «Багатий як Хуйло» таким чином:
|  | Браво, браво, вот это класс! Просто класс! Сергей Гонта написал. Молодец, спасибо: «Богат как Хуйло». Очень хорошо. |

Український футбольний функціонер і політик Григорій Суркіс вважає, що футбольні арени не повинні використовуватися в політиці:
|  | Я б уникнув відповіді на це питання, але разом з тим вважаю, що стадіони не повинні служити можливістю використовувати футбол як певний інструмент. |

Депутат Миколаївської міської ради Юрій Мостовий [Архівовано 11 квітня 2015 у Wayback Machine.] коментує масову появу «написів про Путіна» в Миколаєві таким чином:
|  | Это (надписи «Путин – ху*ло» - прим. NL) одна из составляющих того, может быть не самая положительная, что у нашего населения все-таки появилась, особенно, у молодежи, какая-то национальная идея. На начальном этапе она может выражаться и в написании каких-то нецензурных слов. Это эмоции! Люди повзрослеют, придет какое-то осознание того, что мы достигли реальной независимости, и мы будем стремиться к росту благосостояния всей страны, и это (надписи, - ред. NL) исчезнет само по себе. |

Фінансовими аналітиками
Колишній радянський розвідник, однокурсник Путіна по Інституту зовнішньої розвідки, а нині американський фінансовий аналітик Юрій Швець зазначив, що
|  | "Великие русские полководцы, воевавшие в Крыму с Османской империей, получили от императрицы Екатерины красивые приставки к фамилиям: Суворов-Рымникский, Румянцев-Задунайский, Потемкин-Таврический. А Путин за свою прошлогоднюю крымскую операцию получил красноречивую приставку Х..ло". |

Мовознавцями
Починаючи з літа 2014 року інтерес до мему у Вікіпедії поступово спадав, і деякі мовознавці спробували проаналізувати й передбачити майбутнє вживання таких словесних формул. Так, філолог Анатолій Капелюшний вважає, що
|  | Путін не вічний, і дуже скоро «ПТН ПНХ» і «путлєр» перестануть активно вживати в українській мові, а виникнуть на їх місці зовсім нові слова, бо, на відміну від Путіна, українська мова вічна. |

У 2022-му році інтерес до мему відновив свої позиції
Волонтерами АТО
Волонтер спільноти «Армія SOS» Юрій Касьянов [Архівовано 11 квітня 2015 у Archive.is]:
|  | Мало кричати "Путін - хуйло"; треба брати в руки зброю, і йти захищати Україну. Війна буде довгою і важкою... До перемоги ще дуже далеко. Час зашнуровувати берци і підніматися з колін. |

Журналістами
Одразу після появи пісні журналіст інтернет-видання Колонкер [Архівовано 15 липня 2014 у Wayback Machine.] Іван Оберемко висловив тезу, що Володимир Путін увійде в історію як «Володимир Хуйло» (на противагу Ярославу Мудрому, Карлу Великому, Річарду Левове Серце тощо). Усталеність та справедливість прізвиська «Хуйло» відзначають і інші автори.
На думку політичного оглядача і журналіста Радіо «Свобода» Назарія Заноза, пісня «Путін — хуйло», пролунавши з вуст високопоставленої особи, «десакралізувала» Путіна в очах його підданих, позбавивши «образу всемогутнього царя-батюшки, сакральної персони, Божого помазаника, всемогутнього керівника, світового лідера, як його люблять називати підлабузники»:
|  | Пісня «Путін-х**ло» — це деконструкт міфу про всемогутнього російського президента. Який же він могутній, коли будь-хто може обізвати його як заманеться і нічого йому за те не буде. |

Тему «десакралізації» Путіна також продовжив відомий український журналіст і письменник Отар Довженко:
|  | Ми дивилися на російського президента як на злого генія, надприродну деструктивну істоту, здатну підкорити Україну своєю гігантською силою волі. А потім прийшли футбольні фанати, отак от просто взяли і десакралізували імператора зла. Тепер Путін х-ло, ну і все. |

За словами постійного автора NR Baltija журналіста Вацлава Лисовського стосовно нового прізвиська Володимира Путіна
Журналіст Олексій Редченко сказав про прізвисько «Хуйло» таке:
|  | Колись археологи майбутнього, длубаючись серед кремлівських руїн, натраплять на кілька мумій «фараонів»-карликів… На щастя для дослідників, їм не доведеться сушити голови над тим, котрий з них Путін – на його саркофазі грабіжники пізніших часів неодмінно залишать п'ять акуратно видряпаних літер… |

### Реакція українських артистів
3 жовтня український шоумен, учасник розважальних шоу «КВК» та «Камеді клаб» Дядя Жора передбачив, що якщо Путін не припинить проводити свою політику, тоді «з'явиться ще багато інших пісень, не тільки ла-ла-ла».
Так, незабаром, 11 жовтня 2014, актори творчого об'єднання «Квартал 95» під час знімань нового концерту в студії презентували глядачам «Пісню про Володимира Путіна». Цю композицію актори виконали на мотив хіта «Я зажег в церквях все свечи» гурту «ДДТ».
| | \| Я зажёг в церквях все свечи. Но одну… одну оставил. Для того, кто Украину на войну идти заставил. Для того, о ком поётся в песне харьковских фанатов. Для того, кто очень щедро раздавал свинец ребятам[596][597][598]. \| |
| Я зажёг в церквях все свечи. Но одну… одну оставил. Для того, кто Украину на войну идти заставил. Для того, о ком поётся в песне харьковских фанатов. Для того, кто очень щедро раздавал свинец ребятам. | |

Раніше, в липні 2014 року, актори «95 кварталу» жартували над ефемізмом «Путін Геллоу», введеним у широкий ужиток у травні 2014 гуртом «Телері», а у вересні актори студії Мамахохотала виконали «Пісню про футбол». Також, ще раніше, у червні 2014 року, Майкл Щур висміяв хвилю обурення у росіян через витівку під посольством РФ у Києві Андрія Дещиці у новому випуску передачі «Вже на троні».
7 листопада «Квартал 95» виклав в YouTube пародію на голлівудську комедію «Брехун, брехун» про кремлівського пропагандиста Дмитра Кисельова. У головній ролі грає відомий український шоумен, телеведучий та актор Євген Кошовий. За сюжетом відеоролика пропагандист Дмитро Кисельов, який володіє талантом правдоподібно брехати за гроші, має сина, якому набридла татова брехня. На свій день народження він загадав бажання, щоб тато припинив брехати хоча б на один день. Після цього Дмитро втратив здатність брехати й на прямому ефірі в новинах не зміг вимовити слова «фашисти», «хунта» і «бандерівці». Після цього він приходить у свій офіс і намагається сказати брехливі фрази знову, але у нього знову нічого не виходить. На 13-й хвилині відеоролика він підходить до портрета Путіна і намагається сказати, що «Путін — хороший». Але у Дмитра виходить тільки: «Путін Хууууу…». Після цього він відкриває коробку з кубиками (подарунок синові на день народження) і починає рвати і топтати кубики «У» та «Й». Станом на 4 травня 2015 року цей ролик був переглянутий понад 1 млн 800 тис. разів.
8 грудня в YouTube на каналі «Земля Роду нашого» з'явився відеоролик з піснею відомого українського композитора, співака і аранжувальника Бориса Севастьянова «Забери меня, мама». Пісня, яка була написана на слова чинного донецького партизана, що воює за український Донбас, описує звернення загиблого російського солдата до своєї матері:
| | \| Я лежу близ Снежного, пересыпан извёсткой От меня не осталось почти ничего Забери меня, мама. Забери, хоть такого. Я солдат, мама, русский, а Путин - хуйло[605]. \| |
| Я лежу близ Снежного, пересыпан извёсткой От меня не осталось почти ничего Забери меня, мама. Забери, хоть такого. Я солдат, мама, русский, а Путин - хуйло. | |

23 грудня в YouTube з'явилася сатирично-патріотична пісня «Путіну хана». Автори пісні — відомі українські музиканти Іван Ганзера та Микола Янченко. Пісню українці виконали на російський манір, поклавши її на відео з виступів та кліпів російських виконавців, які раніше висловлювались проти України, а в цьому кліпі співають «Путін Хуйло».
31 грудня 2014 року «Квартал 95» під час новорічної програми виконав «Політичний Гангста Реп» про події року, що минулі. Під час виконання репу артисти згадали відому приспівку.
22 січня 2015 року Студія Магарич опублікувала в YouTube відео з Міжнародного фестивалю пісні «Путін Ху*ло — 2014», а вже 23 січня Павло Табаков та «Студія Магарич» («Заборонені Ла-ла-лайщики») представили новий гумористичний хіт на тему футбольної фанатської пісні.
Музиканти гурту «Дует імені Путіна» творчо переробили чутки про кончину російського лідера, які курсують у ЗМІ з 5 березня. Так, 13 березня 2015 група записала відеокліп на свою пісню «Путін помер», в якій йдеться про те, що змінилося б у світі, якби президент Росії Володимир Путін дійсно помер. На початку відеокліпу група співає пісню на тлі російського військового корабля «ПТН ПНХ».

## Світлини

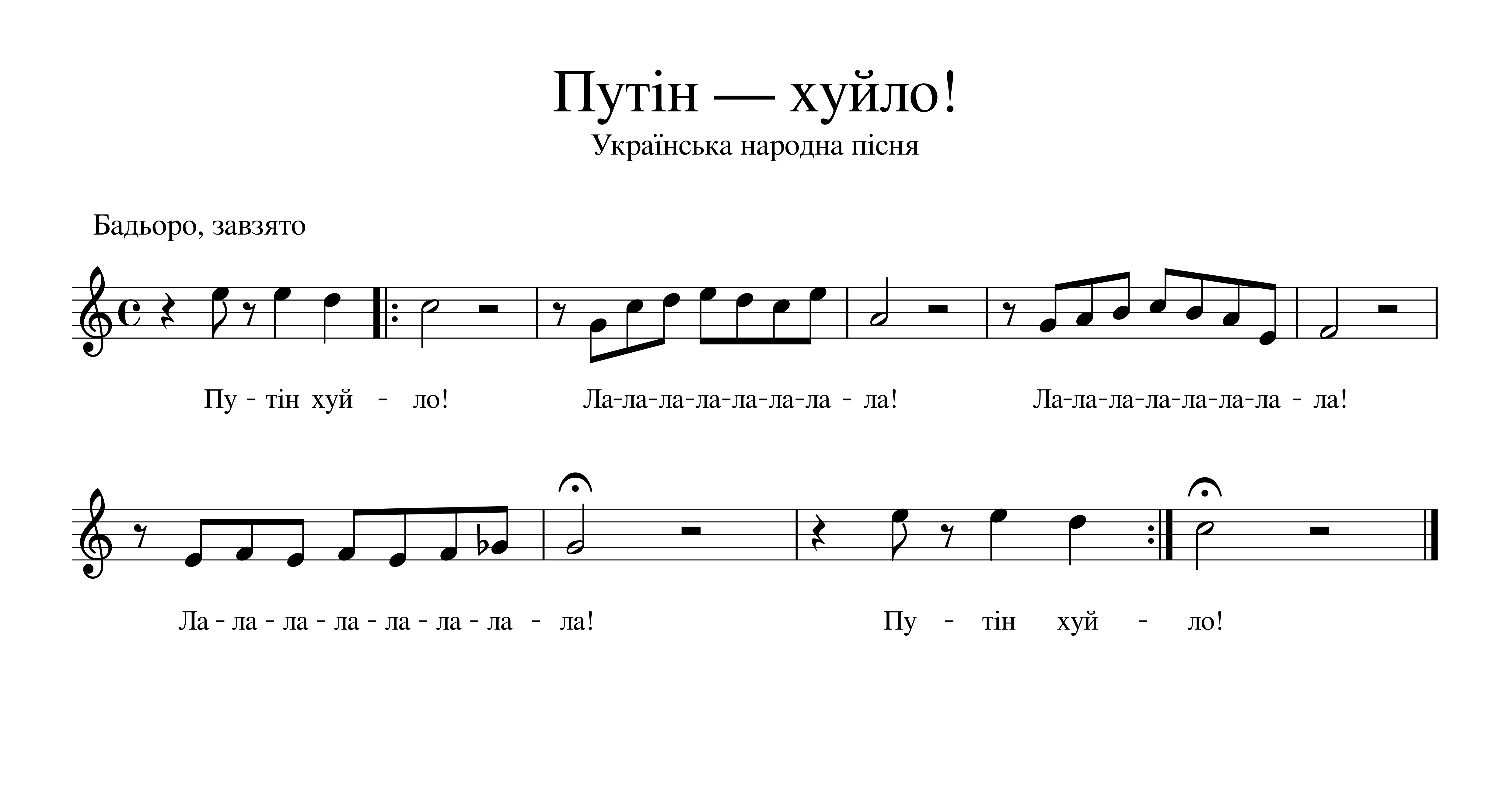
Ноти пісні «Путін — хуйло!» на мелодію «Speedy Gonzales»
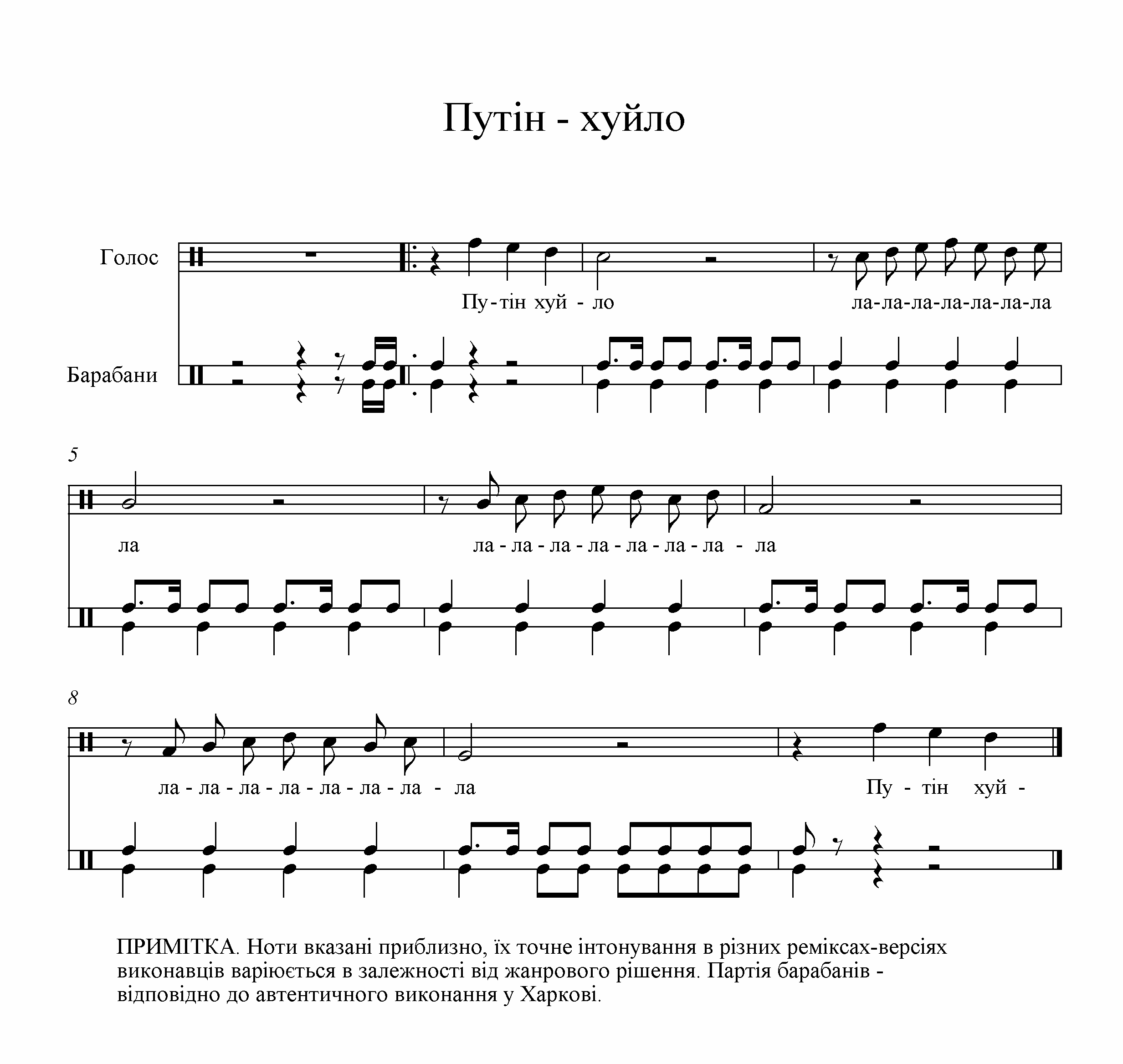
Приблизна фіксація нотами
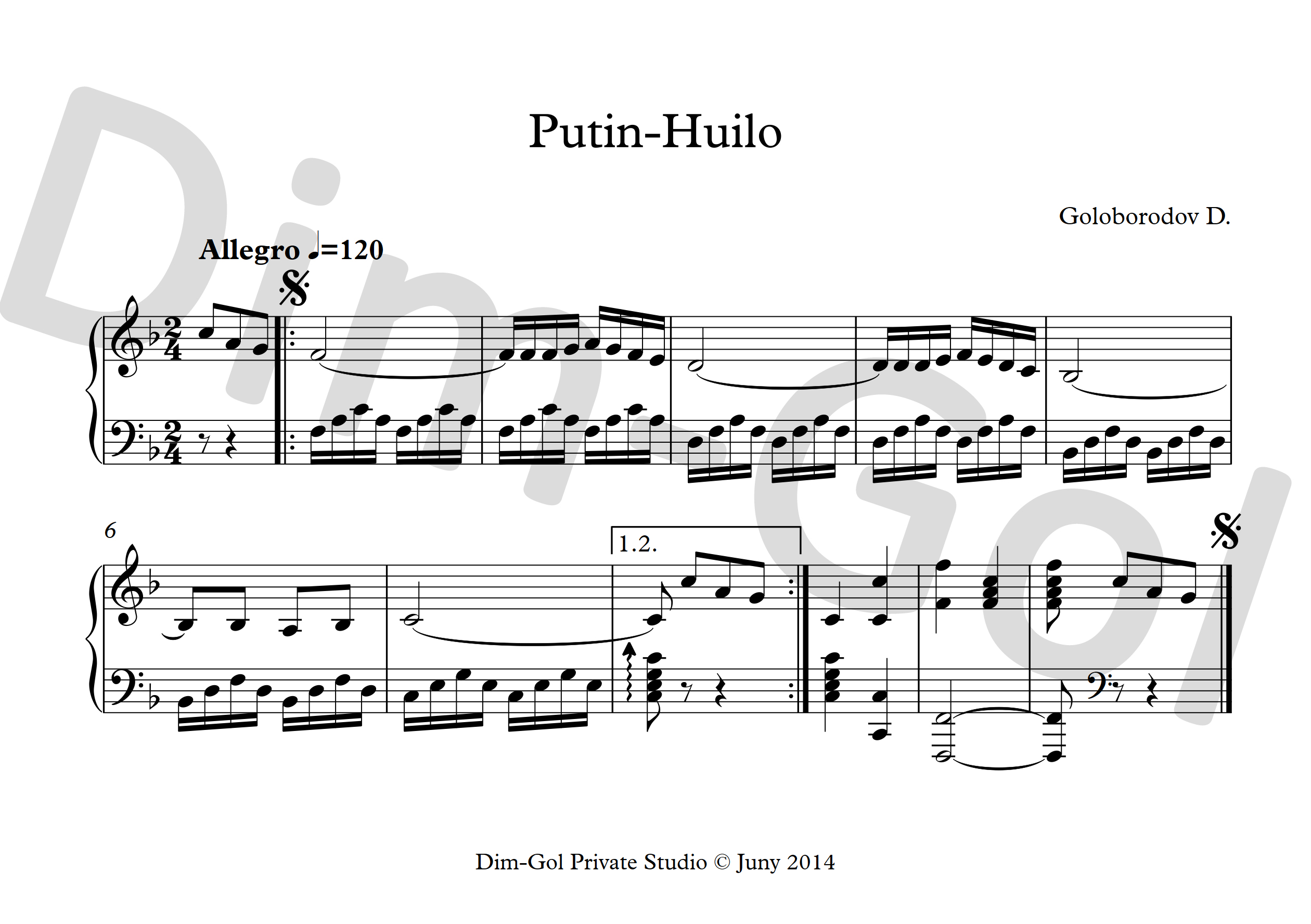
Варіант нотації пісні «Путін-Хуйло» Голобородова Дмитра
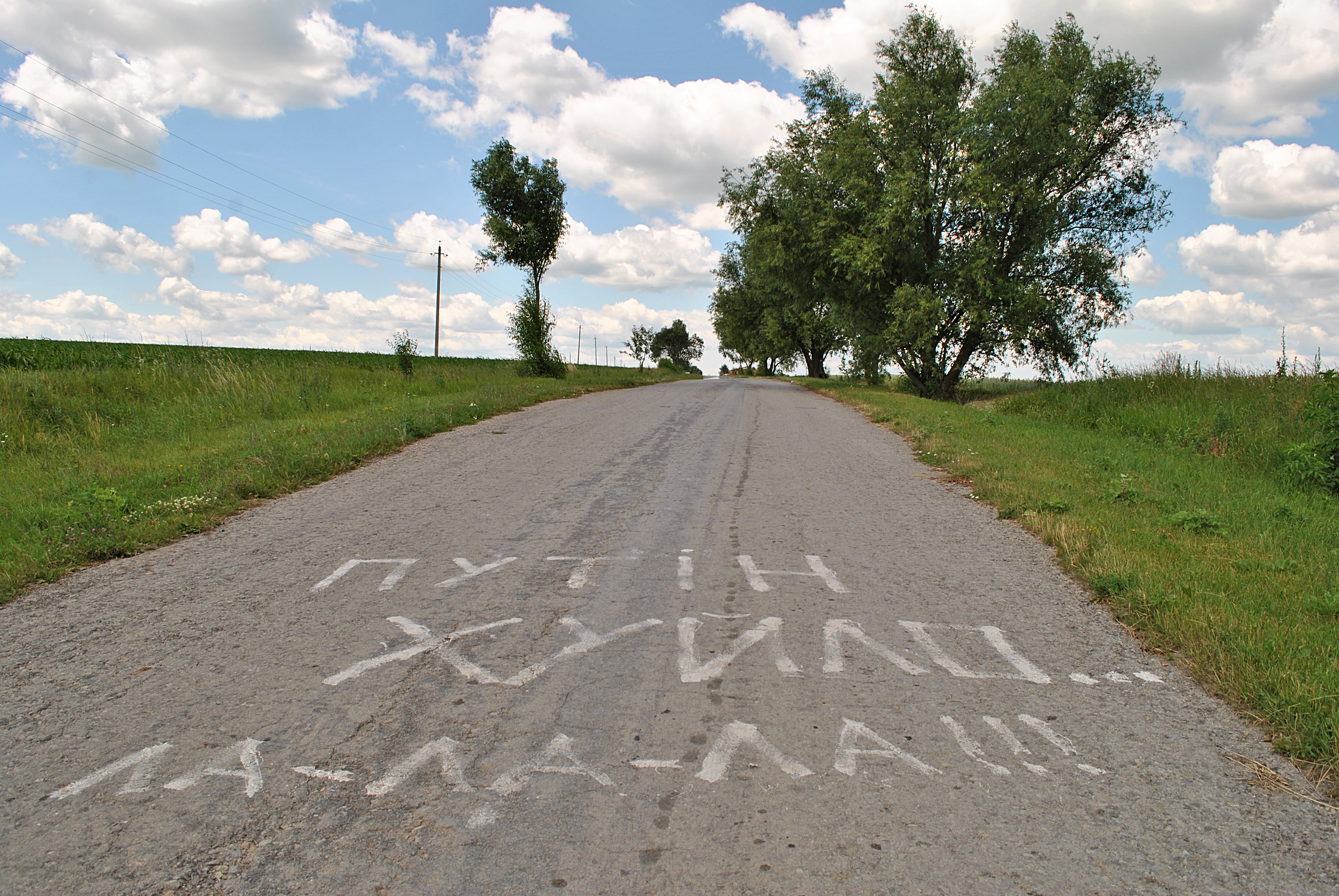
Графіті «Путін хуйло... ла-ла-ла» на дорозі між селами Мишковичі та Скоморохи на Тернопільщині. 29 червня 2015 року
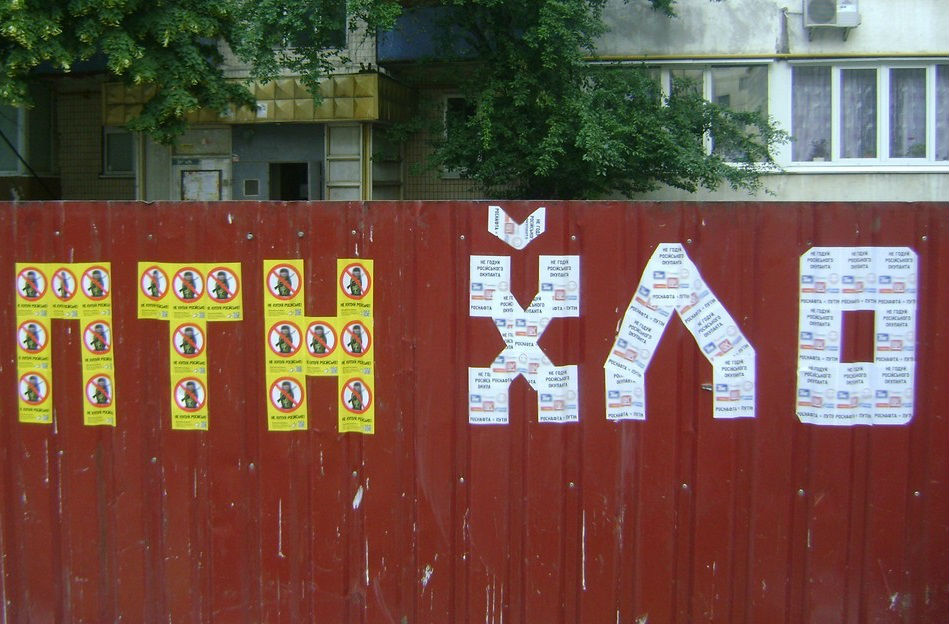
Напис «ПТН X̆ЛО», викладений із наліпок кампанії «Не купуй російське!», Бровари
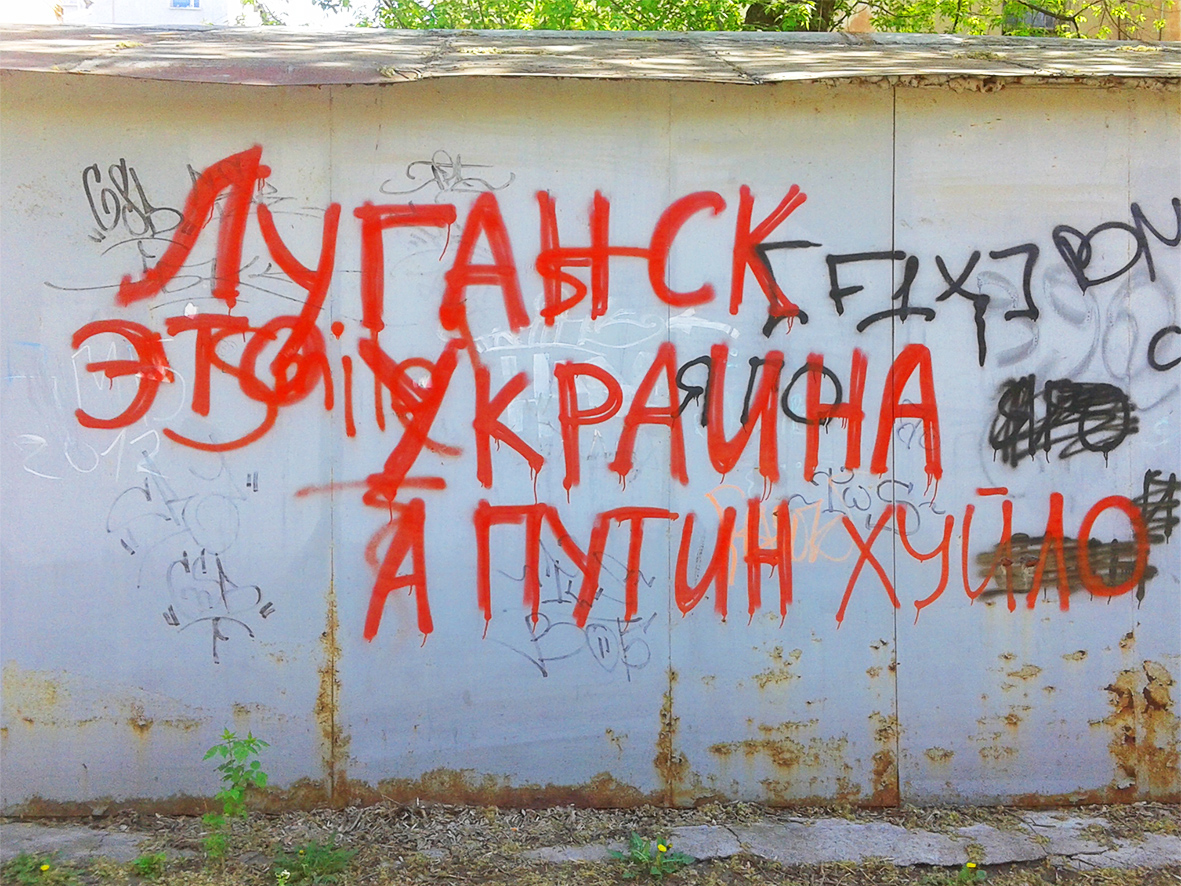
Напис у Луганську
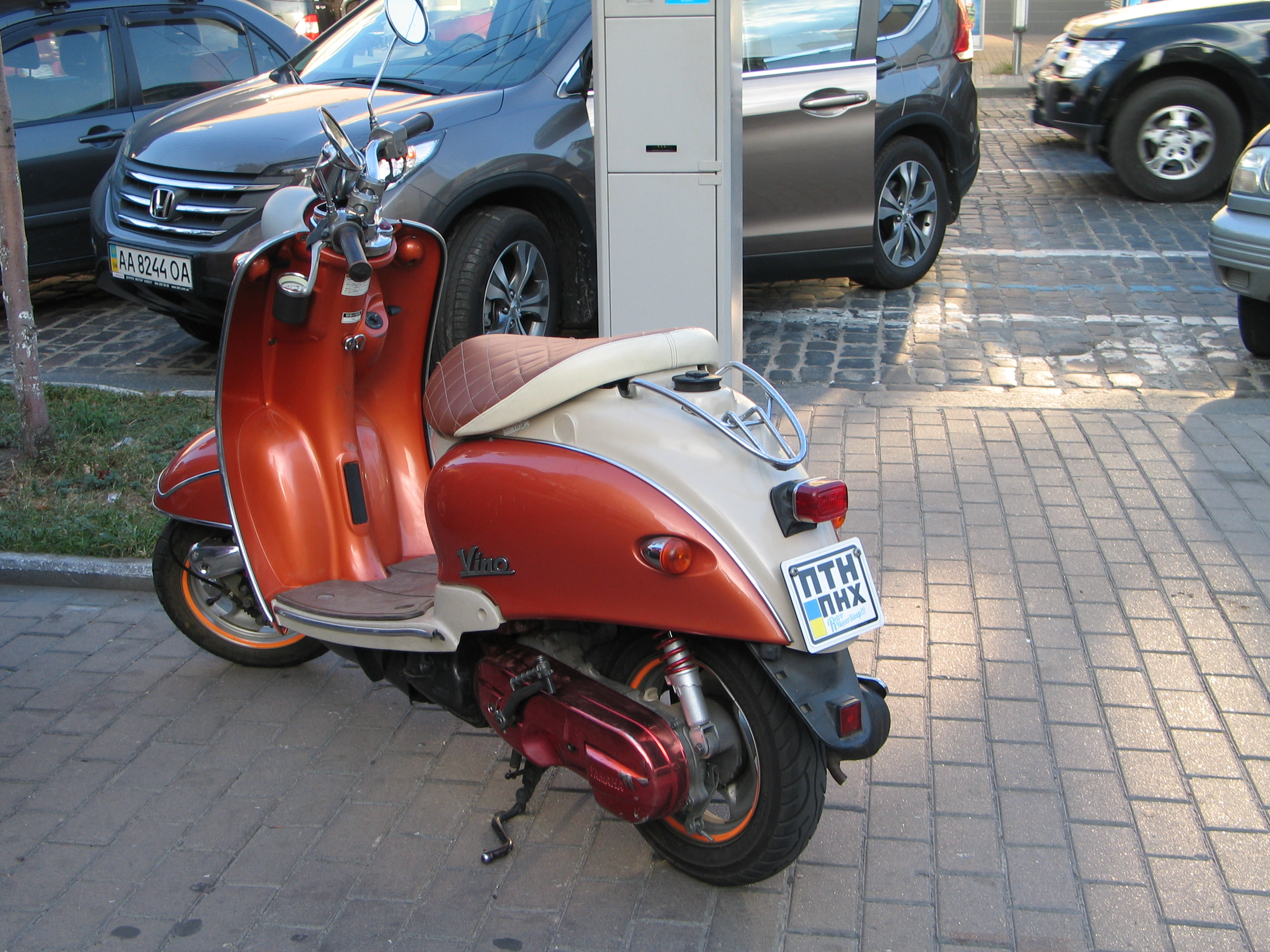
Скутер «Ямаха» з номерними знаками «ПТН — ПНХ» у Києві
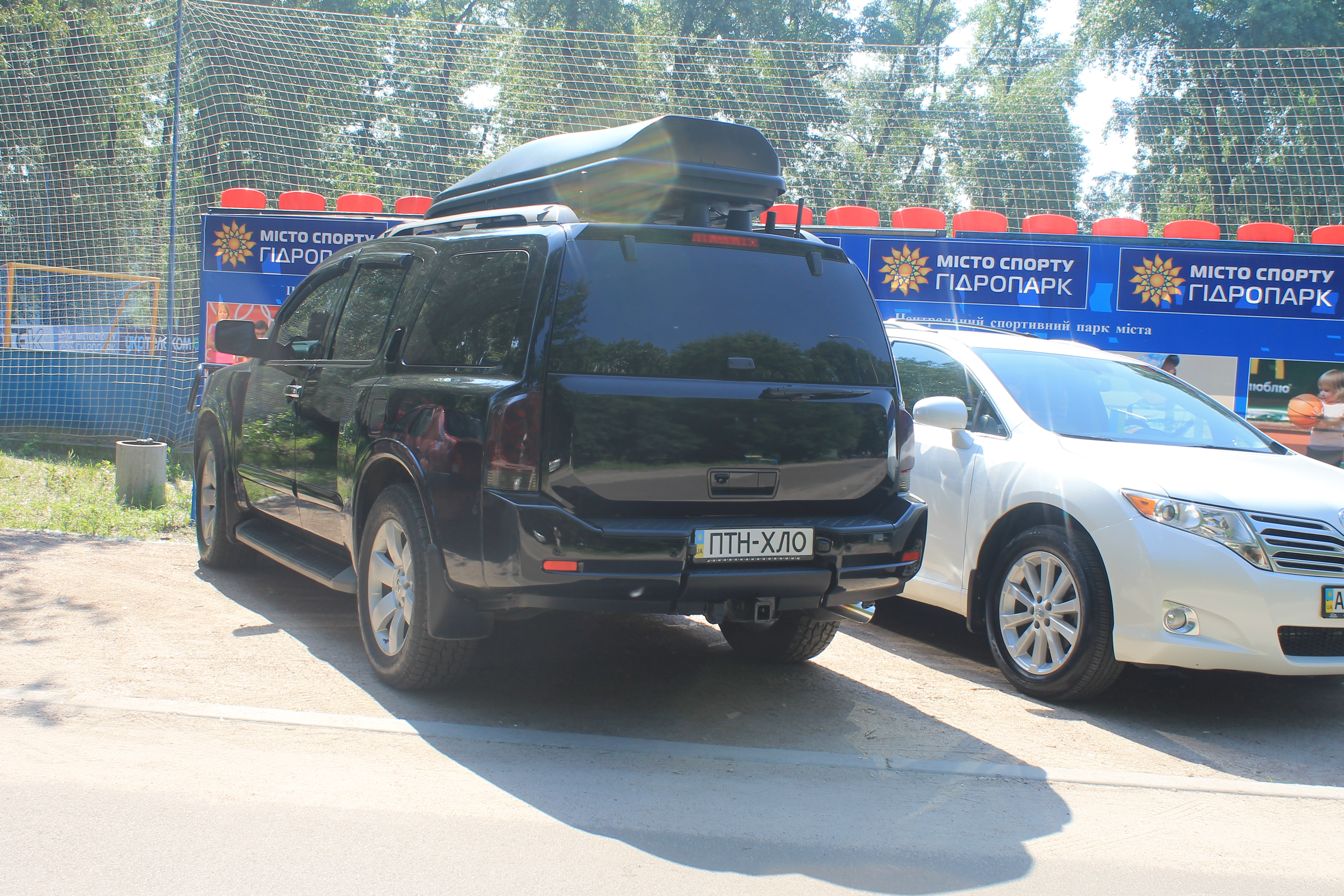
Автівка з номерними знаками «ПТН — ХЛО» у Києві.
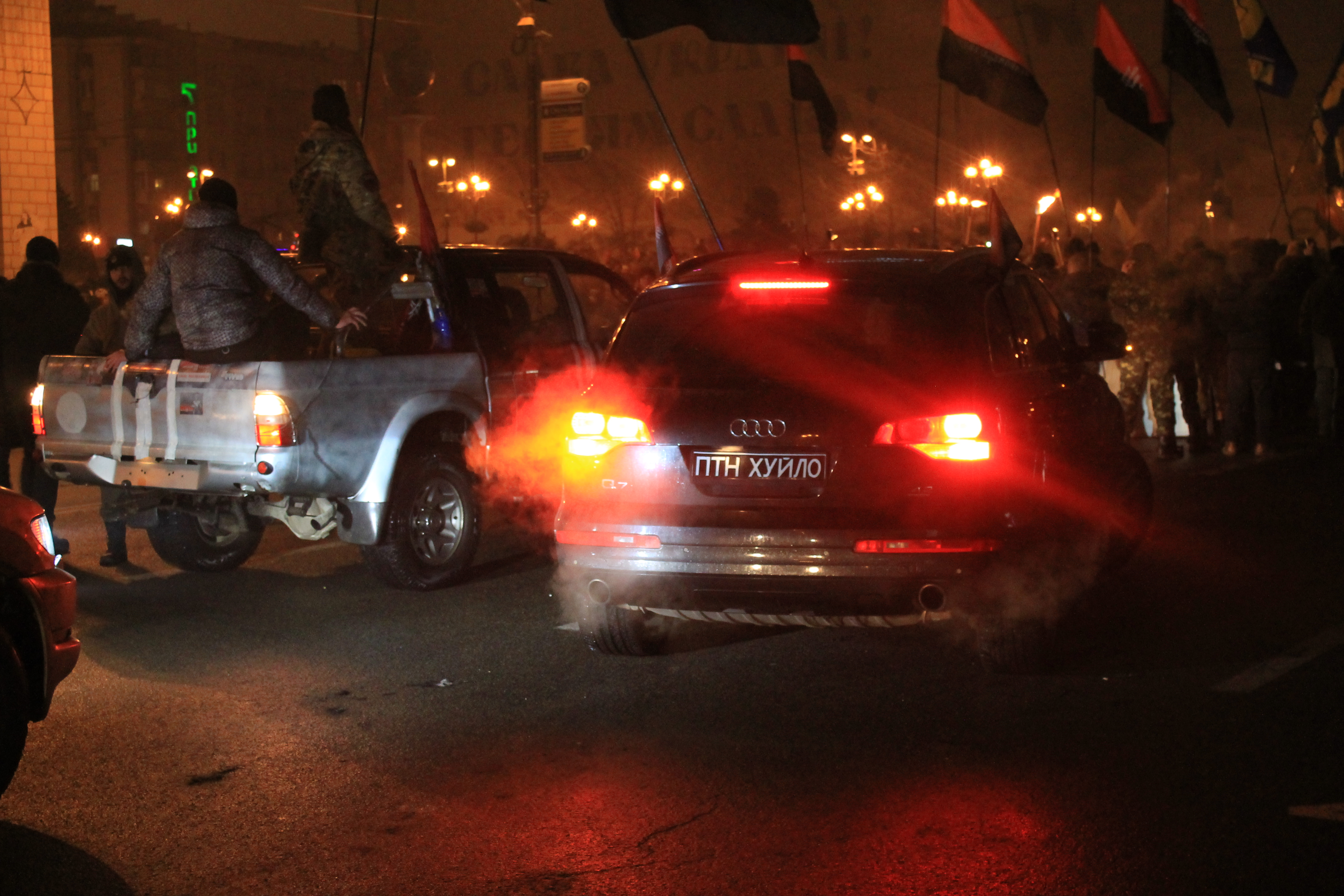
Автівка з номерними знаками «ПТН ХУЙЛО» у Києві.
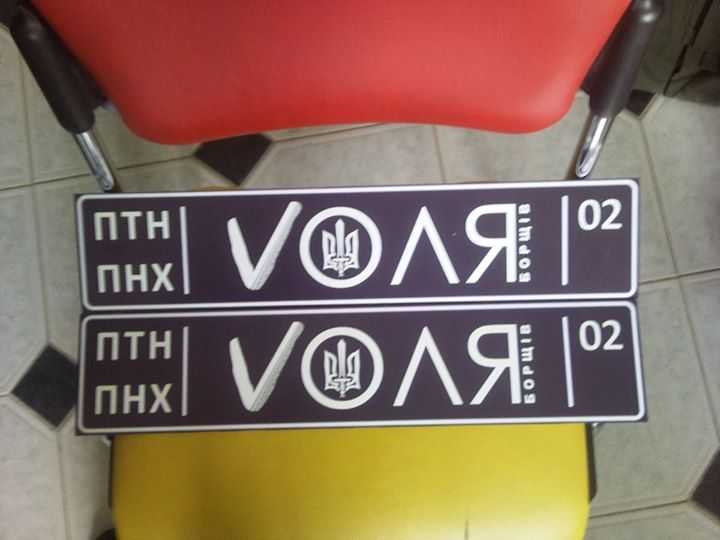
Номерні знаки з ПТН ПНХ для реанімобіля «Архангел Михаїл», придбаного для фронту, Борщів.
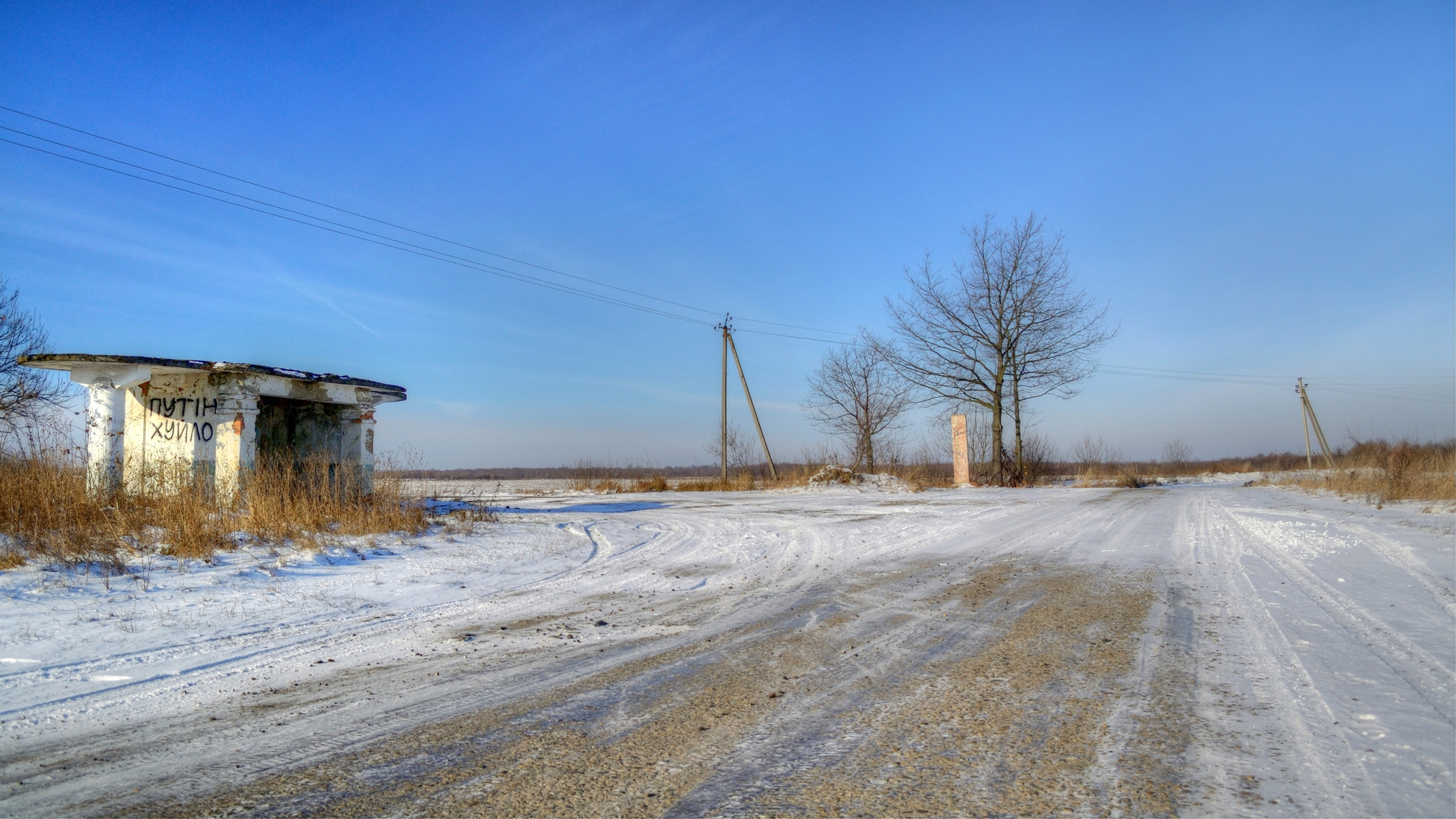
Напис на зупинці. Львівщина.
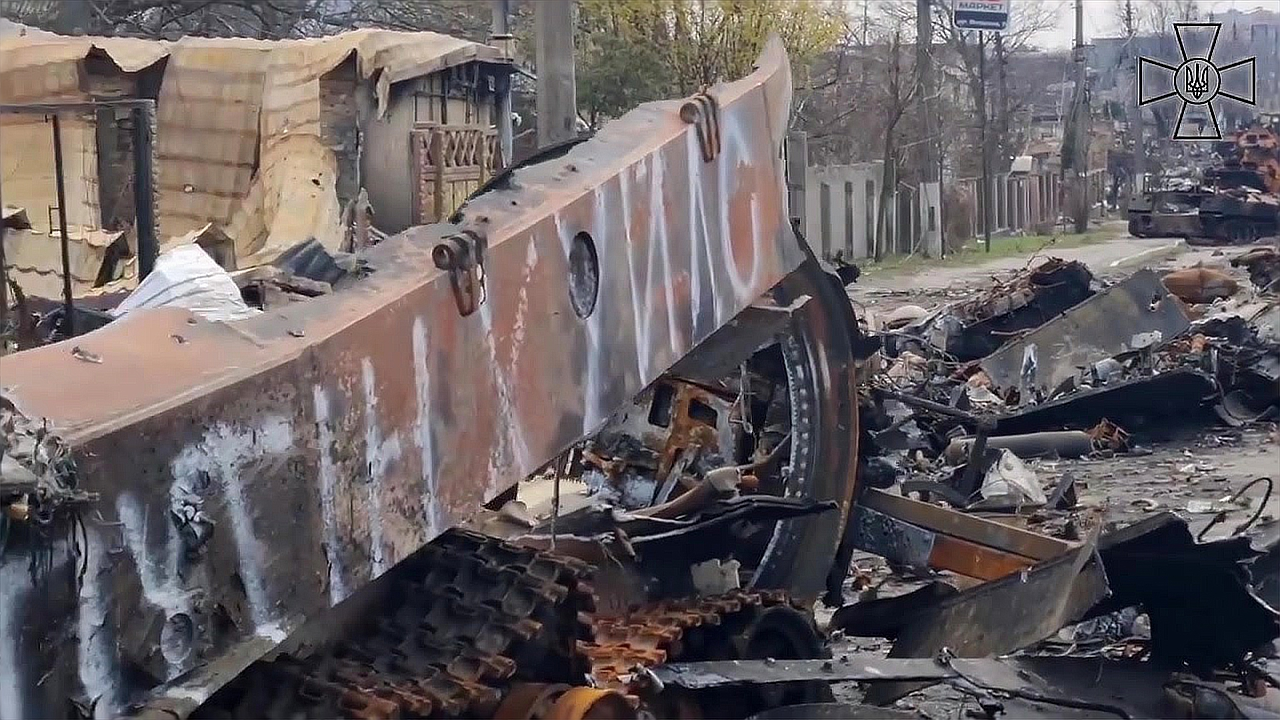
Російська колона, розбита 27 лютого 2022 у Бучі.
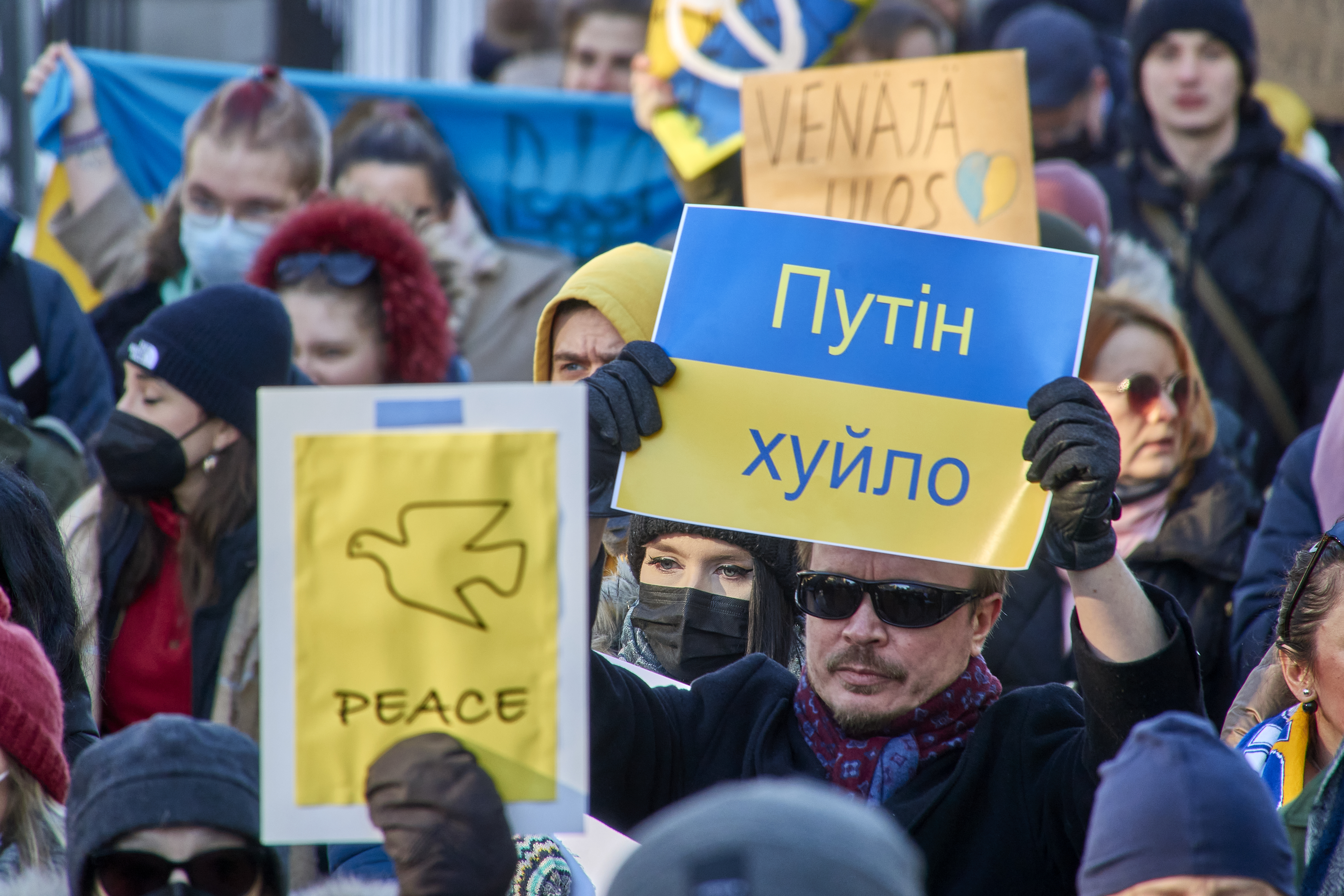
Протестувальник з плакатом «Путін-хуйло» під час акції на підтримку Україну в Гельсінкі. 26 лютого 2022 року
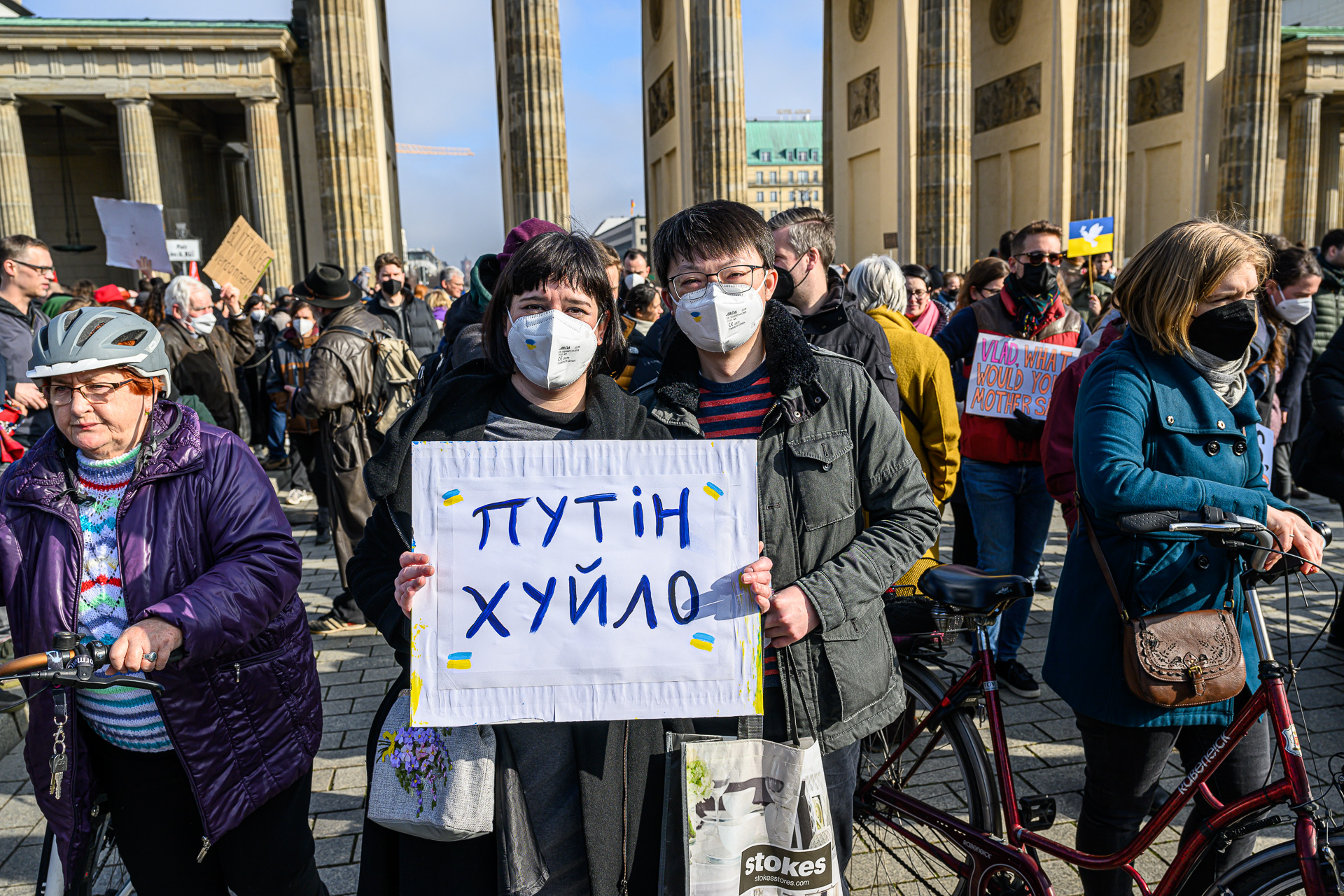
Демонстранти з плакатом «Путін-хуйло» біля Бранденбурзьких воріт у Берліні, під час протестів проти війни рф в Україні. 27 лютого 2022 року